# Операція «Маркет-Гарден»
Опера́ція «Ма́ркет Га́рден» (англ. Operation Market Garden) — наймасштабніша комбінована наземна та повітрянодесантна операція військ союзників під час Другої світової війни, яка була проведена у період з 17 по 25 вересня 1944 на території Нідерландів.
Головним завданням цієї операції було захоплення та утримання стратегічно важливих мостів через головні водні перешкоди у південній частині окупованих німецькими військами Нідерландів.
Метою операції «Маркет Гарден» ставилося оволодіти стратегічною ініціативою, подолати головний природний бар'єр (річка Рейн) на шляхах просування військ союзників до Німеччини та тим самим обійти з північного флангу могутні фортифікаційні споруди «лінії Зігфріда». При успішному виконанні запланованої операції союзники планували завершити війну у Європі до початку 1945 року. Необхідність в її проведенні стала очевидна, коли після закінчення боїв у північно-східній Франції американські, англійські, канадські і французькі війська в тісній взаємодії з франко-бельгійським рухом Опору стрімко підійшли впритул до кордону Нідерландів і опинилися перед тією ж проблемою, що і німці у 1940-му — наявністю у цій країні великої кількості водних перешкод, які могли серйозно уповільнити темпи наступу.
Початок операції позначився успіхом у зв'язку із захопленням стратегічно важливого мосту через річку Ваал (нід. Waal bridge) поблизу голландського міста Неймеген 20 вересня 1944. Але загалом операція зазнала поразки, тому що 1-ша британська повітряно-десантна дивізія була не спроможна захопити чи утримати мости поблизу голландського міста Арнем, попри те, що вони протрималися значно довше запланованого строку. Частини XXX-го армійського корпусу Великої Британії, не змогли прорвати оборонні споруди на визначеній ділянці, й більшість сил 1-ї повітряно-десантної дивізії (близько 7000 парашутистів) було захоплено в полон. Нацистська Німеччина утримувала ці рубежі до березня 1945 року, доки армія союзників не розпочала масштабний наступ на цьому театрі воєнних дій. Північна Голландія залишилася під нацистською окупацією ще довгих півроку, через що за зиму там загинуло від голоду декілька десятків тисяч осіб.

## Передумови

### Загальні обставини
Після висадження союзників у Нормандії, на півдні Франції в червні 1944 року та низки зазнаних поразок, недобитки німецької армії здійснювали поспішний відхід через країни Бенілюкс (Бельгія, Нідерланди, Люксембург) та східну Францію в напрямку німецького кордону. 21-ша група армій Великої Британії (під командуванням фельдмаршала сера Бернарда Монтгомері), 1-ша Канадська Армія, 6-та (генерала Джекоба Л. Деверса) та 12-та група армій США (генерала Омара Бредлі) просувалися вперед, поступово звільняючи окуповану загарбниками французьку територію.

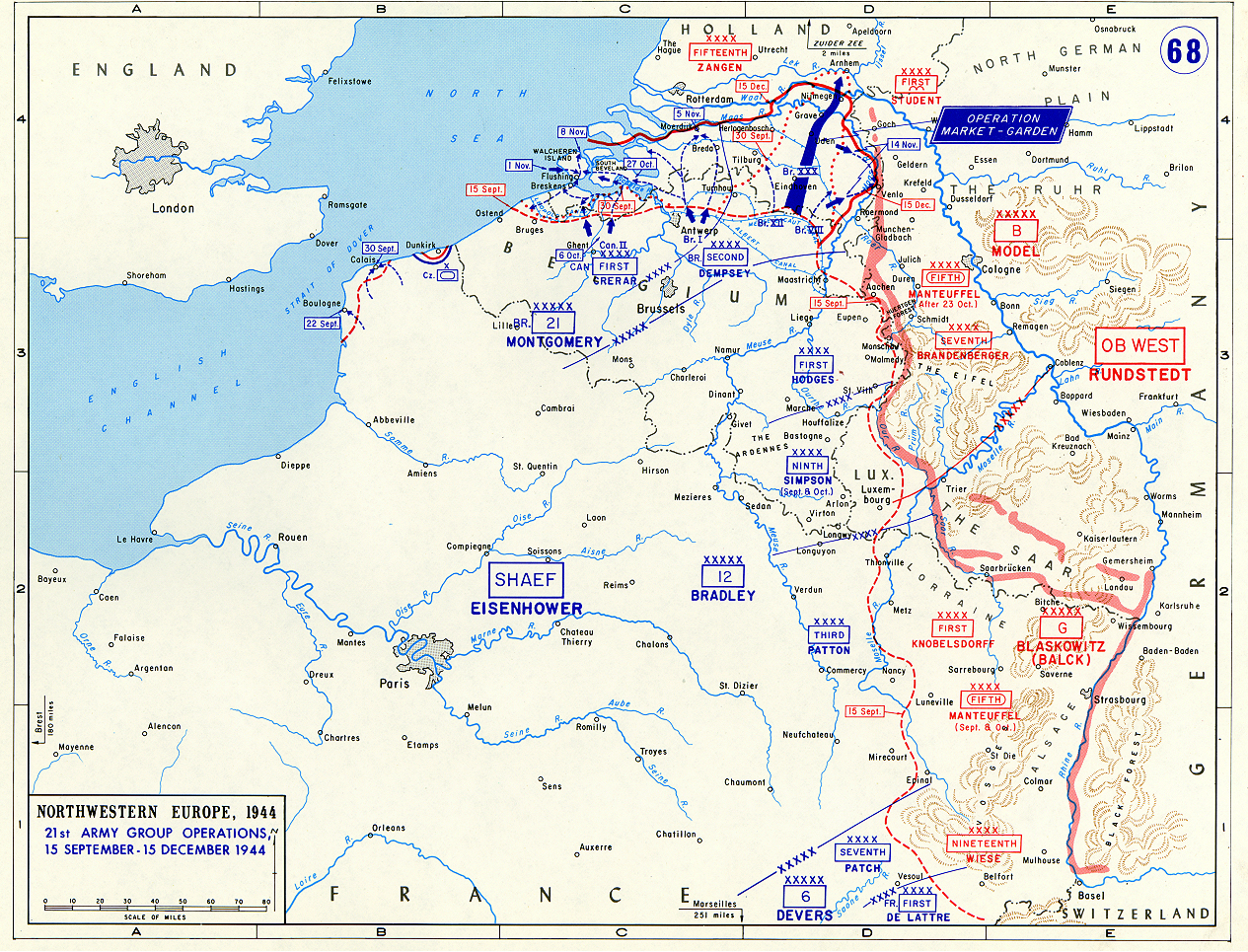
Загальне положення на Західному фронті на вересень 1944

Після проведення масштабного висадження в Нормандії, усі повітряно-десантні з'єднання було передислоковано до Англії на переформування, де 2 серпня 1944 року було сформовано 1-шу повітряно-десантну армію союзників (у складі 3 повітряно-десантних дивізій США, 2 повітряно-десантних дивізій Великої Британії та 1-ї парашутної бригади Польщі).
Проте, попри всі успіхи, наприкінці серпня 1944 у союзницьких військах виникли величезні проблеми з матеріально-технічним забезпеченням своїх передових з'єднань та частин. Головні морські порти півночі Франції, а також Бельгії та Голландії залишалися під контролем німецьких військ, численні вантажі (пальне, майно, боєприпаси) накопичувалися в прибережній смузі, адже пропускна спроможність транспорту та плече підвезення вантажів були дуже обмеженими. Багато англійських і американських вантажівок було навіть залишено з технічних причин. Крім того, головне командування було вимушене залишати деякі знов прибулі у Францію резервні з'єднання без техніки й артилерії, аби тільки продовжити просування передових частин уперед. Через посталі проблеми постачання ситуація значно погіршала.
Верховний головнокомандувач Союзними експедиційними силами в Європі генерал Дуайт Ейзенхауер наполягав на вирішенні питань логістики, накопиченні сил та засобів та продовженні поступового наступу на всьому фронті, але командири об'єднань (в тому числі Б. Монтгомері, О. Бредлі, Д. Паттон) були категорично проти, віддаючи перевагу навальному, але впевненому просуванню вперед.
Американські командири запропонували стрімким ударом прорвати оборону німецької армії в районі міста Мец, захопити вигідні позиції в Ельзасі та Лотарингії й, не даючи спокою противнику, прорватися крізь оборонні споруди «лінії Зіґфрида» та через Північно-Німецьку низину ввірватися в серце промислових районів Рейнського регіону Німеччини, а згодом продовжити рішучий наступ на Берлін.
Ідея здійснення повітряно-десантної операції виникла ще наприкінці серпня. Її передумовою стала панівна в союзних військових штабах ейфорія та думка про те, що вермахт упродовж літньої кампанії 1944 року буде практично знищено. До того ж наступальні операції, які здійснювала Червона армія в Білорусі і Румунії, гарантували в найближчому майбутньому відсутність підкріплень для Західного фронту. На цій підставі розвідувальний відділ штаб-квартири союзних військ у Парижі у вересні доповідав головнокомандувачу експедиційними силами:
«Продовження організованого опору під контролем німецького головного командування після 1 грудня абсолютно немислиме; можливе його припинення і в коротші терміни».

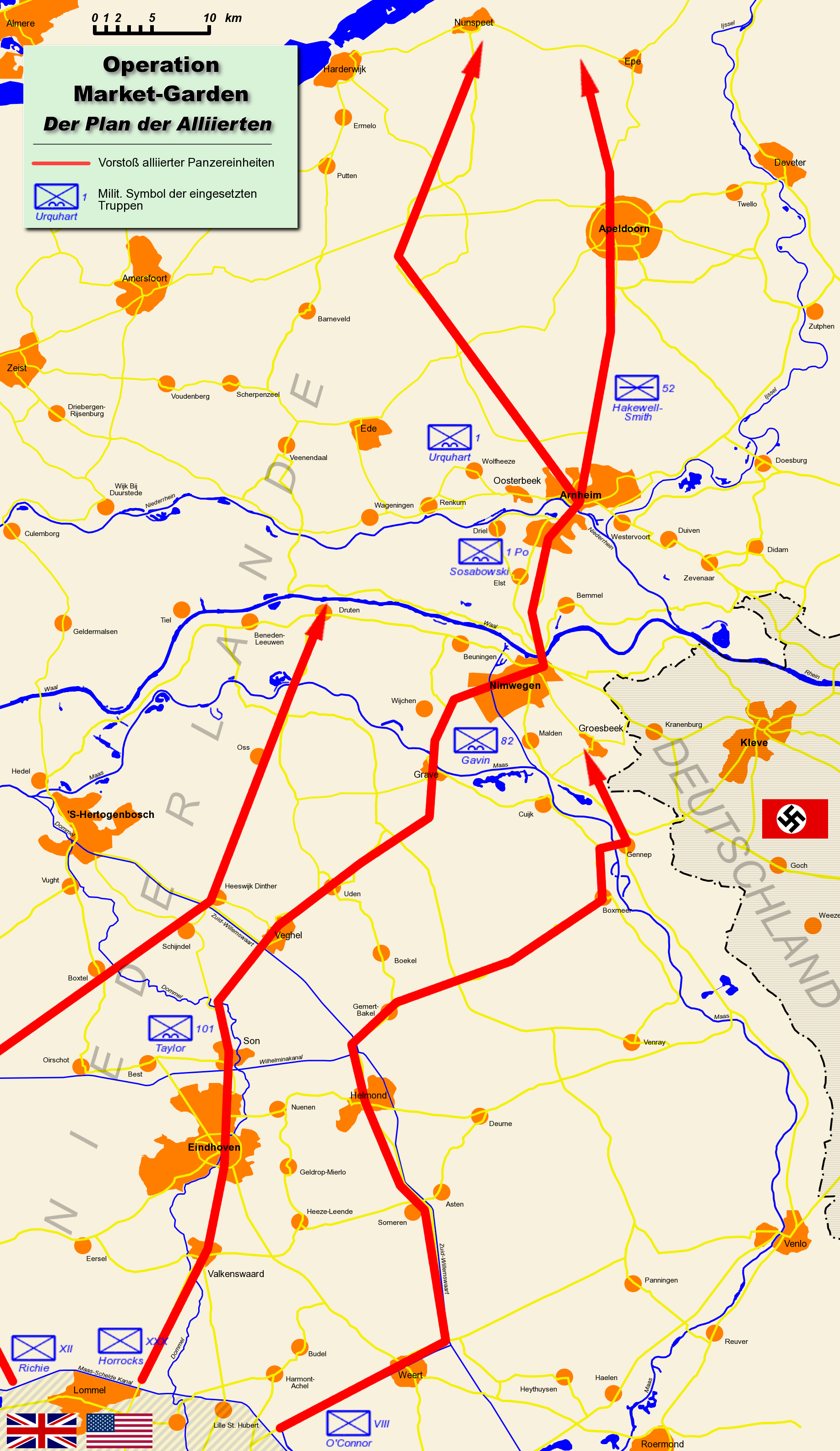
Загальний план операції «Маркет Гарден»

Ініціатором здійснення операції став Монтгомері, який так жадав увірвати велику славу «переможця Гітлера», що забув до кінця війни про свою звичайну обережність і мріяв про марш на Берлін. З цієї причини англійський командувач на нараді в Брюсселі зажадав від Ейзенхауера, щоб його 21-й групі армій дозволили самостійно провести наступ з метою прориву німецького «Західного валу» на Рейні та виходу на оперативний простір.
За словами присутнього на нараді головного маршала авіації сера Артура Теддера, союзний головком спочатку рішуче відкинув цей план, вважаючи, що «чиста фантастика — говорити про марш на Берлін з армією, яка більшість своїх постачальницьких ресурсів ще не вивезла з узбережжя». Та все ж таки Ейзенхауер урешті-решт погодився з аргументами Монтгомері і санкціонував операцію, оскільки хотів отримати стратегічний плацдарм на східному березі Рейну з ходу, поки союзний наступ не видихнувся у Франції. Крім того, його підкуповувала можливість застосування елітної 1-ї повітряно-десантної армії, стосовно якої Верховне командування союзників мало довгострокові плани. Після успішної Нормандської повітряно-десантної операції застосування повітряно-десантних військ на Західному фронті було заплановано 18 разів, тому що стрімке просування сухопутних військ союзників просто не надавало такої можливості.
Спочатку, британський фельдмаршал Б.Монтгомері запропонував обмежену висадку повітряного десанту (Операція «Комета») у районі міста Арнем (Голландія). За задумом цієї повітряно-десантної операції десант мав захопити стратегічні переправи через Ніжній Рейн і тим самим сприяти оточенню німецької 15-ї армії в північній Голландії, але погодні умови, зростання опору німецької армії, склад десанту та велика глибина десантування у запропонованому районі унеможливили це рішення.
Основний задум операції «Комета» було покладено в основу плану Операції «Маркет Гарден».
Навіть загальний стратегічний задум операції мав небезпечні вади. Пересуваючись на північ, а не на схід, 2-га англійська армія відкривала широкий зазор на лівому фланзі 1-ї армії, що призводило до значного розтягання позицій її південних сусідів. Північний напрям наступу відводив 21-шу групу армій від головної цілі — Рура і додавав на її шляху ще одну водну перешкоду — річку Маас. Крім того, це вельми віддаляло перспективу швидкого початку використання стратегічно важливого порту Антверпен на бельгійському узбережжі.
Тільки повністю заволодівши Антверпеном (найбільшим портом у Європі і найближчим до німецьких кордонів), можна було здійснювати великі наступальні операції на території «Третього рейху». Канадські війська на початок вересня вже звільнили місто, але острови в гирлі Шельди продовжували утримувати німці, унеможливлюючи функціонування порту. Самостійно канадці не змогли вибити противника з узбережжя, до того ж постачання, що надходило до них, Монтгомері тепер переправляв своїй «ударній» 2-ій армії.
Керівники союзників під час операції «Маркет Гарден»

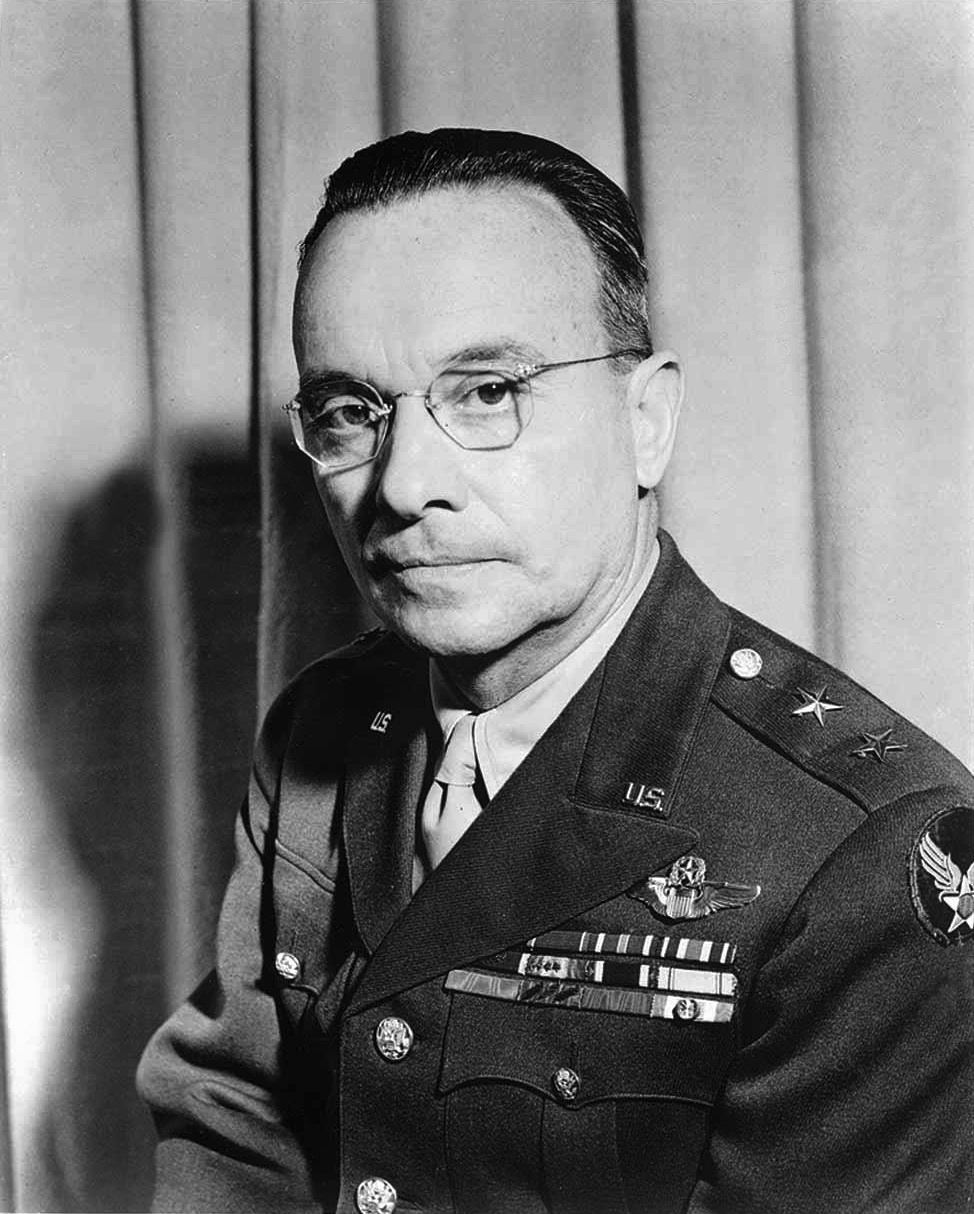
Командувач 1-ї повітряно-десантної армії генерал-лейтенант Луїс Бреретон (США)
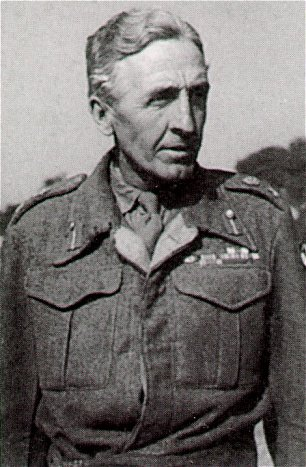
Командир XXX армійського корпусу генерал-лейтенант Браян Хоррокс (Велика Британія)
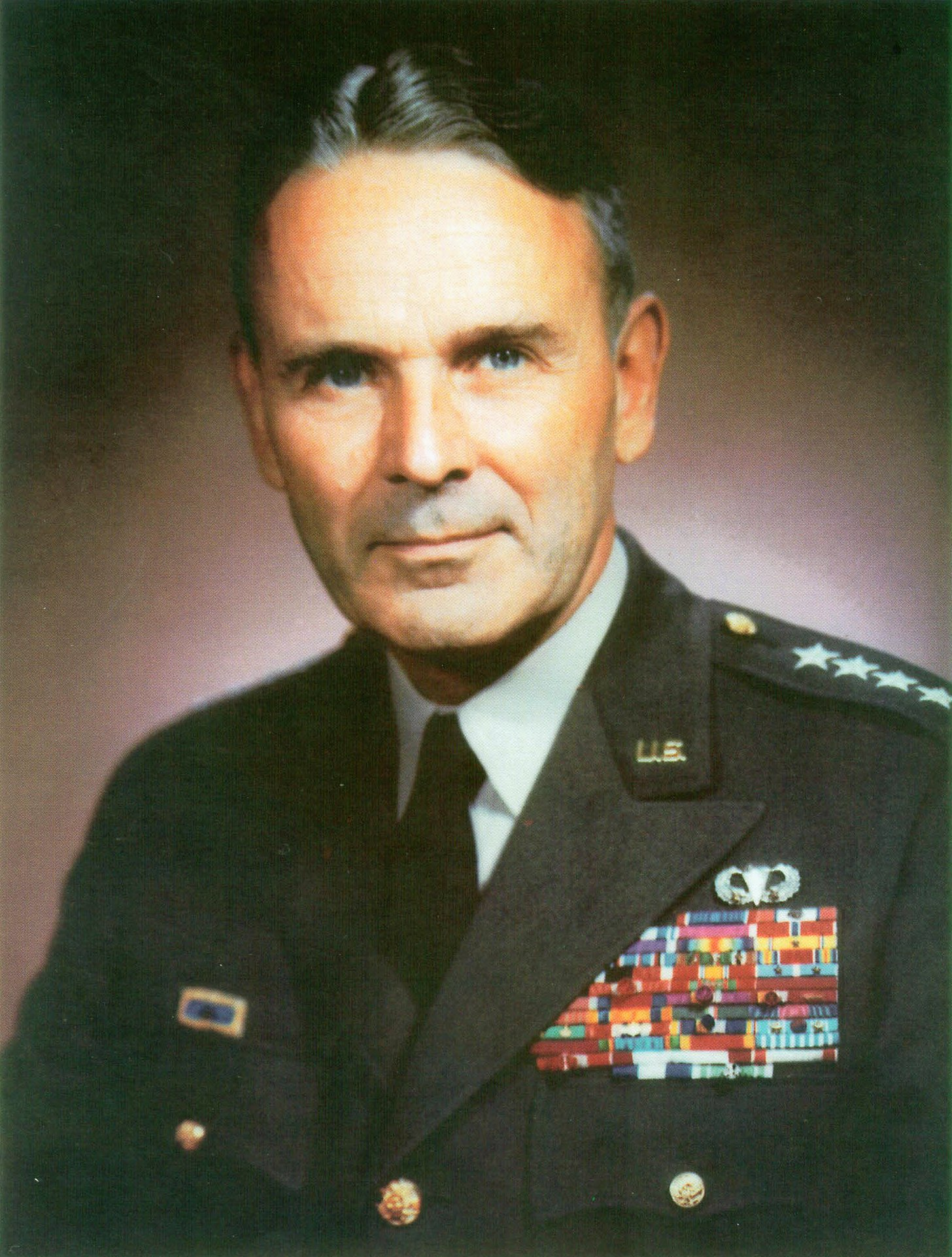
Командир 101-ї пдд генерал-майор Максвелл Д.Тейлор (США)
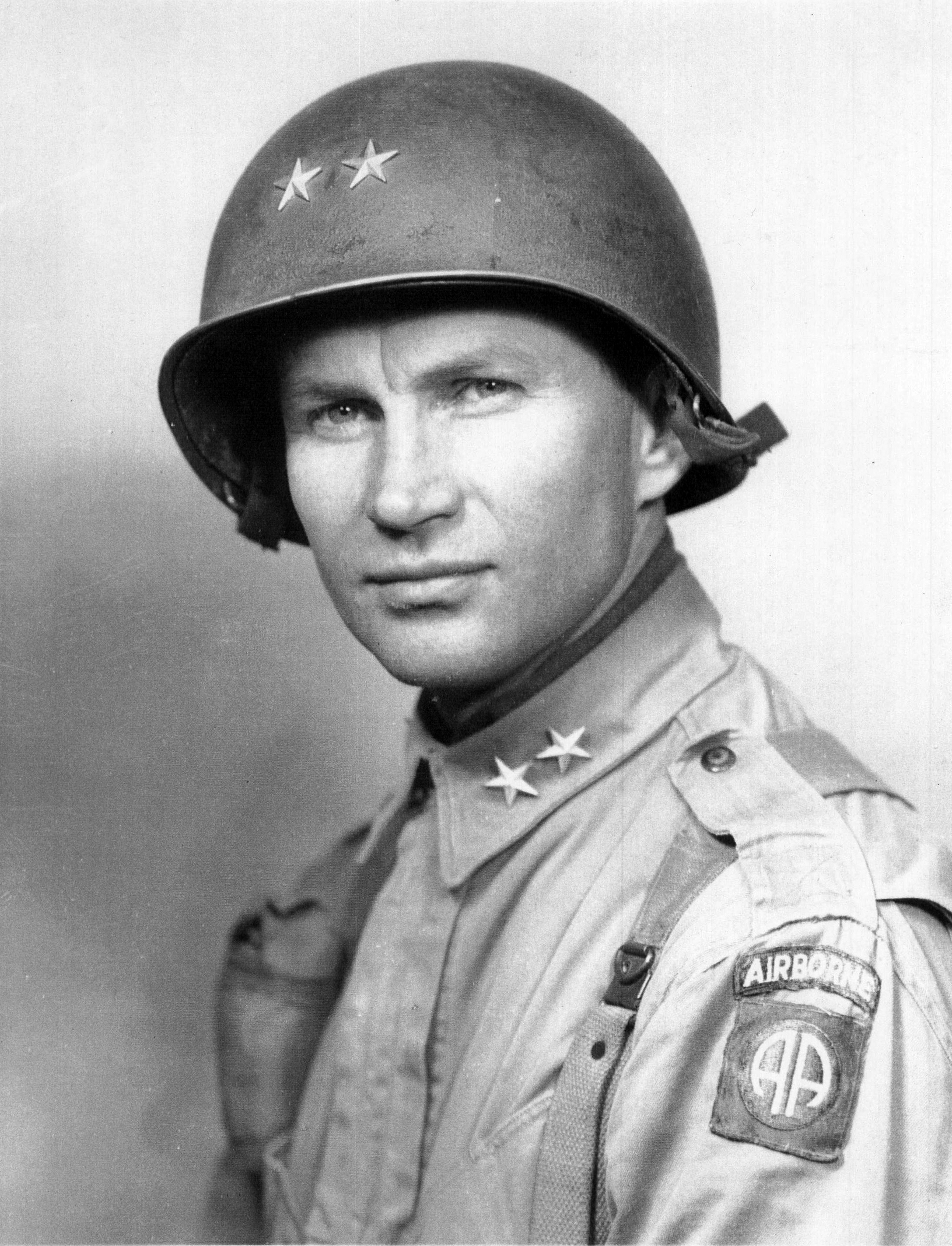
Командир 82-ї пдд бригадний генерал Джеймс Гейвін (США)
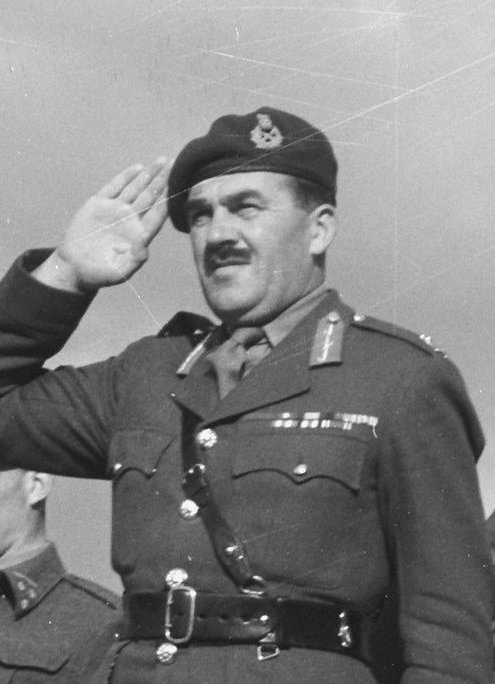
Командир 1-ї пдд генерал-майор Роберт Аркарт (Велика Британія)
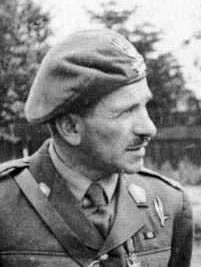
Командир 1-ї опдбр бригадний генерал Станіслав Сосабовський (Польща)
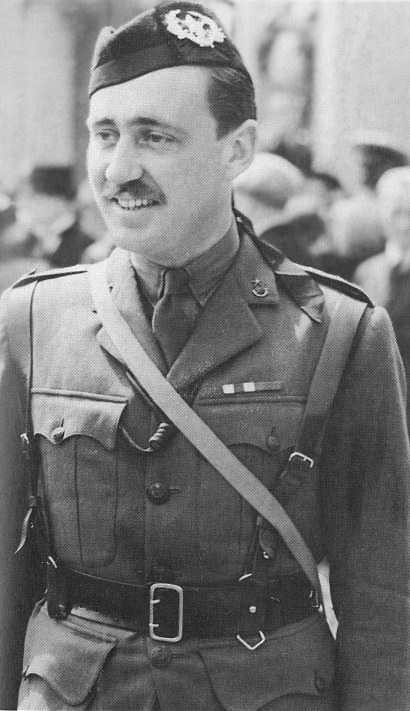
Командир 2-го пдб 1-ї пдд підполковник Джон Фрост (Велика Британія)

Керівники Вермахту під час операції «Маркет Гарден»

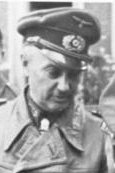
Головнокомандувач військами Вермахту на Заході Генерал-фельдмаршал Вальтер Модель
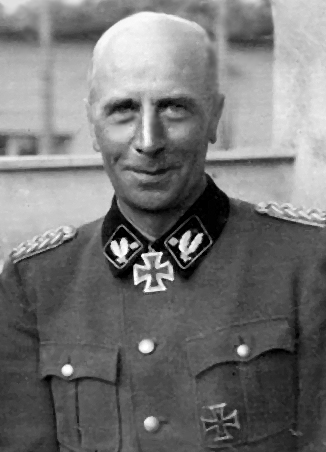
Командир 2-го танкового корпусу СС обергруппенфюрер Вільгельм Біттріх
Командувач 1-ї парашутної армії генерал-полковник Курт Штудент

Зрештою, під тиском з боку верховного командування союзників генерал Д.Ейзенхауер був вимушений дати наказ на підготування та проведення повітряно-десантної операції під загальною назвою «Маркет Гарден».
«…Ейзенхауер дозволив Монтгомері проігнорувати Антверпен заради безрозсудної операції в Арнемі, яка не приносила значних результатів навіть у разі успіху. Ейзенхауер сам говорив: „Немає сенсу підходити туди (до Західного валу), поки у нас немає сил що-небудь там зробити“. Але оскільки він… не наполіг на Антверпені, саме так і відбулося. Це була його найкрупніша помилка за всю війну».
Для досягнення мети операції повітряно-десантним військам потрібно було захопити інженерні споруди на 8 водних перешкодах. Це мережа каналів на північ від Ейндговена, потім — р. Маас, 40 км східніше за нею — за 13 км р. Ваал, через яку перекинутий важкий міст у Неймеген. А також головний об'єкт — це великий міст через Нижній Рейн біля Арнему. Крім того, пониззя Рейну становило останню перешкоду перед слабо укріпленим німецьким кордоном, до якого від Арнему лишалось ще 30 км.
Повітряний десант мав вузькою «килимовою доріжкою» висадитися у південно-східній частині Нідерландів на ділянці Ейндговен — Арнем. Відстань від районів десантування до лінії фронту становила 60 — 100 км. Згідно з планом здійснення операції захоплення всіх споруд повітряно-десантні війська мали здійснювати одночасно. Планували долати всі перешкоди за допомогою інженерних засобів, у разі, якщо їх годі буде захопити силами десанту, за винятком мостів над Ваалем та Нижнім Рейном.
Головні сили 2-ї армії Великої Британії (XXX армійський корпус) мали просуватися по шосе № 69, яке пізніше отримало назву «Дорога у пекло» («Hell's Highway»). Ця двосмугова дорога завдовжки 100 км пролягала крізь пондери (осушені ділянки місцевості); її узбіччя смуги непридатні для руху та маневру танків і важкої техніки.

### Задум операції
За задумом операцію мали здійснити у двох напрямках:
- «Маркет» — висадження великого парашутного десанту часткою сил 1-ї повітряно-десантної армії союзників генерала Бреретона (США) під загальним командуванням генерала Браунінга (Browning) (Велика Британія) для захоплення низки мостів та
- «Гарден» — наступ головних сил 2-ї армії Великої Британії (авангард — 30-й британський армійський корпус) під командуванням генерал-лейтенанта Браяна Хоррокса до визначених районів десантування.

#### Маркет
Згідно з задумом операції «Маркет», 101-ша повітряно-десантна дивізія (США) (командир дивізії генерал-майор Максвел Тейлор (Taylor)) мала бойову задачу: десантуватися в два найближчі райони десантування, з глибиною десантування близько 25 км, захопити та утримувати до підходу головних сил 2-ї британської армії мости поблизу Ейндговена та Вегхеля. 82-га повітряно-десантна дивізія США (командир дивізії бригадний генерал Джеймс М. Гейвін) десантувалася північніше за 101-шу дивізію з метою захоплення мостів через р. Маас поблизу міста Грейв та через р. Ваал біля Неймеген і Грусбекські висоти (англ. Groesbeek Heights). 1-ша повітряно-десантна дивізія Великої Британії (командир дивізії генерал-майор Роберт Аркарт сумісно з 1-ю окремою повітряно-десантною бригадою Польщі (командир бригади бригадний генерал Станіслав Сосабовський) отримали найскладніше завдання. Вони мали висадитися на найпівнічніший край запланованого району десантування (загальна глибина десантування понад 100 км), захопити великий дорожній міст біля Арнему, а також оволодіти понтонним та залізничним мостами за 3 км південно-західніше Арнему, потім оточивши місто, оволодіти ним та утримувати до підходу головних сил.
До здійснення Голландської повітряно-десантної операції залучалося 34 600 парашутистів, з яких 14 589 було висаджено посадковим способом із планерів, а 20 011 висадилися парашутним способом. Планерами та парашутами було доправлено 1 736 автомобілів різного призначення, 263 артилерійські системи, 3 342 тони боєприпасів, продовольства, пального та інших вантажів.
З метою висадження повітряного десанту залучили велику кількість військово-транспортної авіації: основні сили десантували 1 438 літаків, 321 переобладнаний бомбардувальник та 2 160 планерів. Більша частина літаків не тільки перевозила десант у вантажних відсіках, але й тягнула за собою вантажні планери з особовим складом і технікою. Однак усіх зусиль авіації бракувало для проведення такої масштабної операції за один підйом; вона була спроможна підняти тільки 60 % від запланованої кількості особового складу, вантажів і техніки.
Авіації, що підтримувала, ставилося завдання — за добу до початку операції знищити винищувачі на всіх аеродромах у смузі прольоту десанту, забезпечити безперервне авіаційне прикриття перельоту і висадження десанту, а також постійну підтримку на полі бою і матеріальне забезпечення під час операції.
На рішення проводити десантування у денний час вплинула низка обставин. Перш за все, це майже повна відсутність у цей період пори року місячного світла; 17 вересня 1944 та наступні дні був молодий місяць. Згідно з даними розвідки, ризик протидії авіації противника, Люфтваффе, був дуже низьким, авіація союзників опанувала весь повітряний простір у районі проведення повітряно-десантної операції, й тому генерал Бреретон (Велика Британія), командувач 1-ї повітряно-десантної армії союзників, вирішив, що після придушення системи ППО німців силами своєї авіації десантування буде здійснено достатньо успішно, без великих втрат.

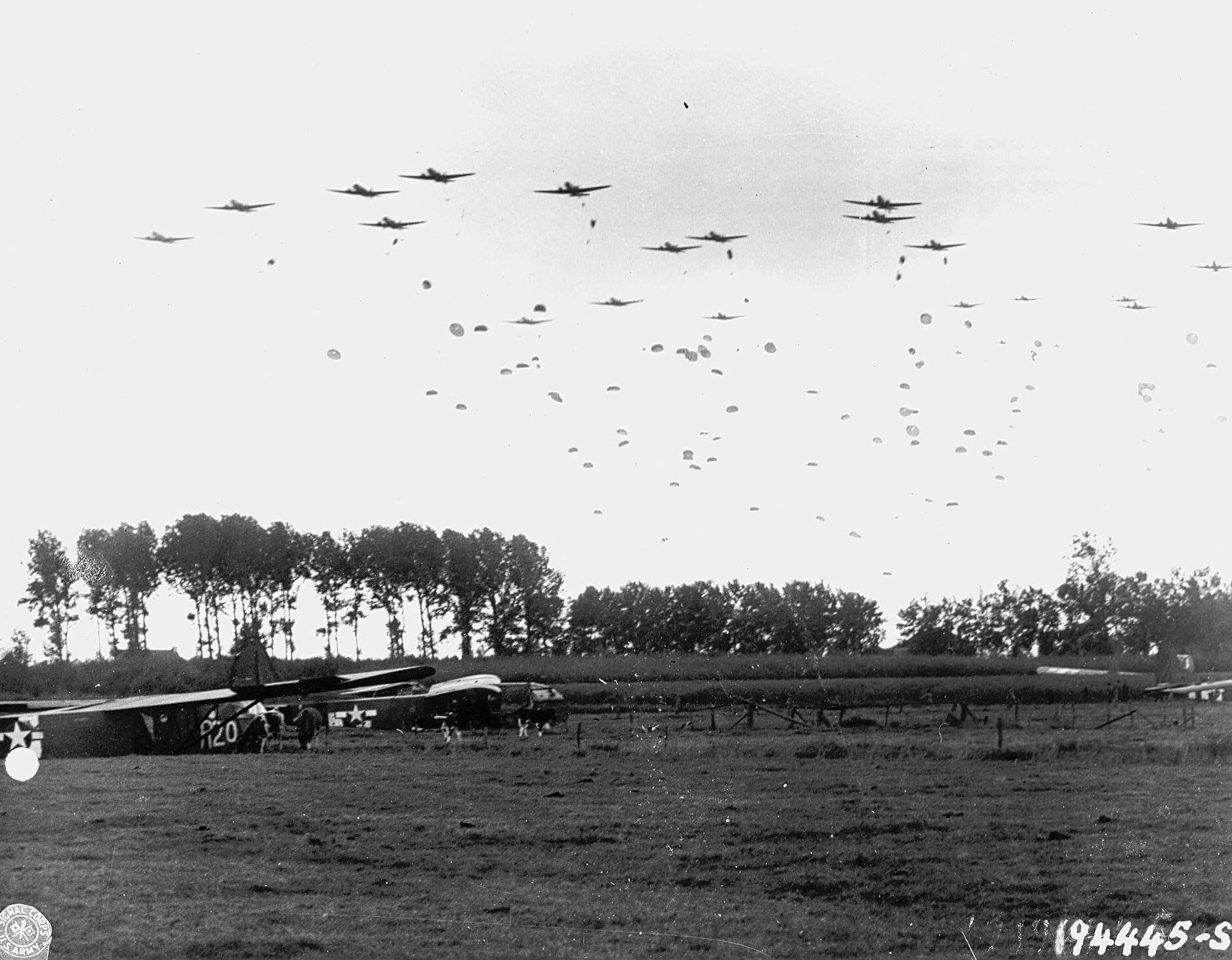
Висадження десанту 82-ї пдд біля міста Грейв під час Голландської повітряно-десантної операції. 17 вересня 1944

На протилежність від здійснених раніше повітряно-десантних операцій на Сицилії та в Нормандії в темну пору року, ця операція мала багато переваг. Точність десантування була набагато вищою, час здійснення десантування був утричі коротший, ніж у темний час доби, повітряно-десантні дивізії здійснили збір на майданчиках приземлення на 30 % швидше, ніж це здійснювалося раніше, вночі.(англ.)

#### Гарден
Згідно з задумом операції «Гарден», головні сили XXX-го британського корпусу (елітна танкова дивізія Ірландської Гвардії, з 43-ю Уессекською та 50-ю Нортембріанською піхотними дивізіями) мали прорватися до найближчого району десантування 101-ї повітряно-десантної дивізії армії США вже у перший день здійснення операції. Району десантування 82-ї повітряно-десантної дивізії корпус мав досягти на другу добу ведення бойових дій, а район, захоплений 1-ю повітряно-десантною дивізією Великої Британії та 1-ю окремою парашутною бригадою Польщі — не пізніше ніж на четвертий день після десантування у цьому районі. В міру виходу головних сил повітряно-десантні з'єднання підсилювалися піхотними частинами і з'єднаннями.
Головне командування союзників вважало, що опір 15-ї німецької армії в районі здійснення повітряно-десантної операції зломлений і тому противник не буде мати достатньо сил для активної протидії десанту. За даними розвідки на всьому напрямку майбутніх дій, противник був розсіяний, місцями продовжував відхід під натиском союзників; танкових підрозділів практично не залишилося.
Виходячи з цього, XXX-й армійський корпус мав швидко просуватися 69-м шосе, практично не зустрічаючи опору з боку противника, який, на думку командування союзників, буде змушений вести оборону вздовж цього шосе (більш ніж 100 км) на два напрямки — на півночі проти десанту, на півдні з військами, що рвуться на зустріч із парашутним десантом.
Однак для ведення активних бойових дій повітряно-десантними військами протягом чотирьох діб вони мали дуже малий бойовий потенціал. У військах практично була відсутня протитанкова зброя.

### Німецькі війська
Попри активну роботу розвідки союзників, німецька 15-та армія перебувала не в такому становищі, як вважало командування США та Великої Британії. З прибуттям на початку вересня на місце головного командувача військами Вермахту на Західному фронті генерал-фельдмаршала фон Рундштедта, якого ненавидів Гітлер, але дуже поважали його війська, ситуація на цьому театрі ведення Другої Світової війни стабілізувалася. Німцям вдалося успішно переправити значну кількість військ у Голландію з північної Франції (86 000 чоловік та 600 артилерійських систем), які обороняли узбережжя в районі Па-де-Кале від ймовірного висадження морського десанту. Г. фон Рундштедт почав активну діяльність з організації оборони на всьому Західному фронті та протидії прориву противника на територію Німеччини.

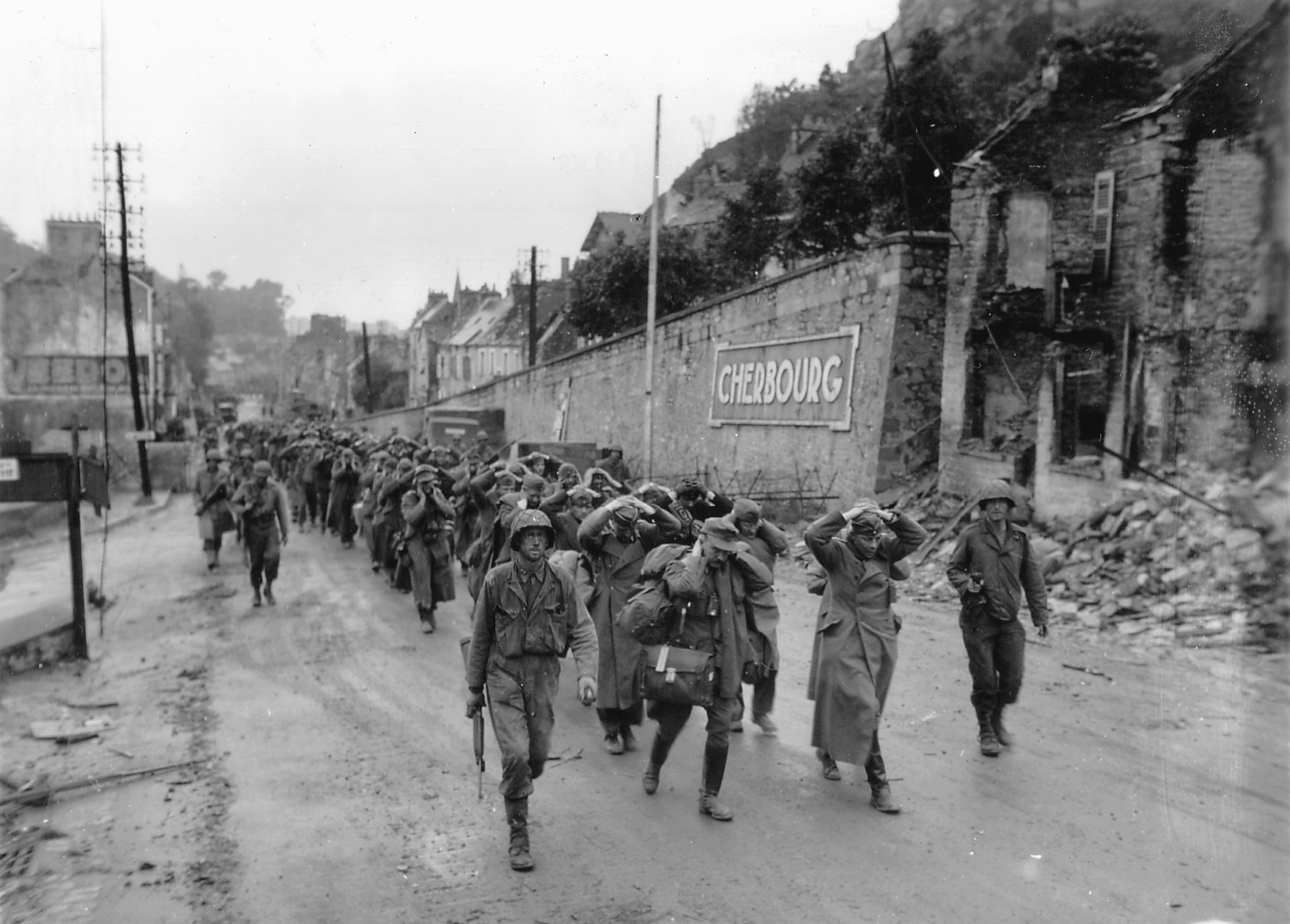
Німецькі військовополонені. Шербур. 1944

Генерал-полковник Курт Штудент, піонер і засновник повітряно-десантних військ Німеччини, був призначений командувачем 1-ї німецької парашутної армії. Під цією пишною словом назвою було сформовано з'єднання загальною кількістю близько 3 000 німецьких парашутистів, яких терміново перекинули на обладнання фортифікаційних споруд на кордонах Німеччини навколо з району запланованого здійснення повітряно-десантної операції.(англ.) В районах навколо мостів у Нідерландах було створено так звані збірні пункти, які формували подоби збірних військових підрозділів із числа військовослужбовців та загонів, що відступали з Франції. За збігом обставин, у район північніше Рейну за наказом фон Рундштедта було передислоковано для доукомплектування 2-й танковий корпус СС. Підрозділи 9-й «Hohenstaufen» та 10-й «Frundsberg» танкових дивізій СС зі складу корпусу розташувалися в різних містах та селищах поруч з Арнемом. Обидві дивізії СС були в дуже слабкому стані, загальна чисельність особового складу була не більш 7000 чоловік, деякі частини не мали взагалі ні танків, ні артилерії, ні іншого важкого озброєння. Однак, за іронією долі, у найважливішому районі запланованого десантування (1-ї повітряно-десантної дивізії Великої Британії та 1-ї окремої повітряно-десантної бригади Польщі) перебувало декілька тисяч німецьких військових із танками, бронеавтомобілями і штурмовою артилерією.

### Проблемні питання
Отримані ще 10 вересня 1944 року розвідувальні дані від голландського антифашистського руху Опору про переміщення військ Вермахту, включаючи інформацію про появу танкових частин СС у запланованому районі здійснення повітряно-десантної операції союзників, фельдмаршал Монтгомері мимовільно чи навмисно проігнорував.
Вибір майданчиків приземлення у районах десантування іноді був дуже невдалим, особливо у найважливішій зоні висадження в районі Арнема. Майданчики приземлення були за 15 км від об'єкта захоплення.
Планування та підготування повітряно-десантної операції було здійснено лише за один тиждень; для порівняння, попередні операції на Сицилії та в Нормандії розробляли та готували протягом кількох місяців. Як потім зауважував історик із Військово-Повітряних Сил США (англ. United States Air Force) Воррен, попри масштаби здійснення операції: «вона не мала ні цільової програми щодо її підготування, ні практичних тренувань, здійснювалася майже без підготування, і з дуже низьким рівнем тактичної грамотності військ, що залучалися.»(англ.)
Відповідно до графіку, в англійському секторі в перший день мали висадитися 5700 чоловік (50 % особового складу 1-ї дивізії разом з її штабом). Наступного дня ця чисельність мала становити 100 %. Головну небезпеку для успішного здійснення десантування становив безпосередньо етап висадження військ із повітря, тому що основний опір очікували з боку німецької зенітної артилерії і винищувачів ППО. Для ліквідації цієї загрози в ніч на 17 вересня 200 «Ланкастерів» і 23 «Москіто» завдали інтенсивного удару по північних німецьких аеродромах, скинувши 890 тонн авіабомб. Вранці близько сотні англійських бомбардувальників у супроводі 53 «Спітфайрів» бомбардували німецькі берегові батареї в районі передбачуваних трас перельоту; 816 літаків Б-17 8-ї повітряної армії ВПС США, під прикриттям 153 «Мустангів», скинули 3139 тонн бомб на 117 позицій зенітної артилерії.
Одночасно з нальотом американської авіації, що примусив замовкнути зенітні батареї, в 09.45 як лідери в напрямку Ейндговен — Арнем стартували перші 18 транспортних «Дакот» С-47 передового загону.
Об 11.15 24 з аеродромів у Південній і Східній Англії стартувала армада з 1527 транспортних літаків і близько 1000 бомбардувальників, 478 з яких тягнули планери, і 1250 винищувачів супроводу, яка взяла курс на Голландію. Величезна кількість літаків, які несли понад 20000 військових, 511 машин, 330 артилерійських систем, здійснювала переліт двома маршрутами: північний — із десантниками 1-ї повітряно-десантної дивізії Великої Британії, за нею — 82-га повітряно-десантна дивізія США; південний — 101-ша повітряно-десантна дивізія (США).
Ще до перетину британського кордону союзники зазнали втрат. 30 планерів було втрачено (з них 23 британських) над Англією. Пізніше Аркарт втратив ще 5 планерів над Ла-Маншем.(англ.) На висоті 500 метрів планери відчепили.

## Хід битви

### День перший: неділя, 17 вересня 1944

#### Початкові успіхи
17 вересня 1944 р. між 12.00 та 14.00 небо над Голландією потемніло від великої кількості літаків союзників. Це була перше висадження повітряного десанту союзників удень за всю війну.
Близько 14-ї години старший офіцер штабу Моделя, полковник фон Темпельхоф, увірвався в апартаменти Моделя зі словами: «Повне свинство — над нами одна або дві дивізії парашутистів!». Генерал-фельдмаршал В.Модель навіть вирішив, що союзники намагаються таким чином захопити його в полон. Віддавши наказ: «Всім забиратися — збір у Терборзі!», Модель поспішно стрибнув у свою важку штабну машину. Промчавши на повній швидкості десяток кілометрів, він вдало вирвався із зони висадження ворожого десанту і незабаром прибув у штаб II танкового корпусу СС. Як і Моделя, раптовий напад із повітря застав зненацька й інших вищих німецьких командирів у Нідерландах: командувач військами в Голландії Хрістіансен тоді обідав в амстердамському ресторані; командувач 1-ї парашутної армії генерал-полковник Штудент перебував практично за 10 кілометрів від району десантування 101-ї американської дивізії в н.п. Вайт (Vught). З початком висадження десанту родоначальник повітряно-десантних військ Німеччини забрався на дах будинку та спостерігав за висадженням військ генерала Тейлора.
Комендант Арнему, генерал-майор Куссін, усвідомивши те, що трапилося, визнав ситуацію такою тривожною, що особисто виїхав на рекогносцування, під час якого його перехопила група британських парашутистів. Він став однією з перших жертв кровопролитної операції…
Попри те, що масштабне висадження військ призвело спочатку до паніки серед командування німецькими військами, командир 2-го танкового корпусу СС обергрупенфюрер В. Біттріх, зберігши в цих умовах ясну голову, зміг адекватно оцінити ситуацію, яка склалася, та негайно вислав розвідувальну роту 9-ї танкової дивізії СС на посилення оборони мосту в районі Неймегену. Конфуз, який трапився з Моделем, швидко з'ясували, і він, не гаючи часу, рішуче розпочав організовувати протидесантну протидію на всіх напрямках.
Початок операції «Маркет Гарден» ознаменувався для союзників повним успіхом. Десантування всіх учасників повітряно-десантної операції відбулося з великою точністю висадження, практично без втрат. Наприклад, підрозділи 82-ї повітряно-десантної дивізії США здійснили висадження 89 % військ на визначені майданчики приземлення з відхиленням до 1000 м від центру майданчиків у своєму районі десантування, в порівнянні з нічними десантуваннями, де розкидування парашутистів іноді досягало до 19 км від запланованого раніше. Втрати від вогню протиповітряних засобів німців були зовсім малі.

#### Зона висадження 101-їпддСША
101-ша пдд (США) десантувалася із завданням захоплення п'яти мостів через три канали і дві річки в районах Вегеля і Ейндговена. Така велика кількість об'єктів одночасного захоплення вимагала розпилення сил дивізії. Враховуючи складнощі виконання завдання окремими групами, незв'язаними між собою, які не в змозі були надати одна одній допомогу, а також через непевність у розташуванні німецьких резервів і їхньої кількості, командир 101-ї пдд вирішив висадити дивізію відносно компактно у межиріччі і звідти послідовно вирішувати завдання із захоплення спочатку найвіддаленіших від фронту і найважливіших об'єктів. Згодом, у міру зачищення від противника основного району передбачалося відокремлення частини сил для сприяння військам, що наступали з фронту, з метою захоплення ближчих до них мостів у великому місті Ейндговен, оволодіння яким без підтримки артилерії військ, що наступали з фронту, бралося під сумнів.
Виконуючи своє бойове завдання, 101-ша повітряно-десантна дивізія американців генерала Тейлора подолала опір незначних підрозділів охорони німців та захопила 4 з 5-ти мостів у визначеному районі ведення бойових дій. П'ятий міст під містом Сон на північ від Ейндговена було підірвано солдатами Вермахту, коли парашутисти тільки наблизилися до нього.

#### Зона висадження 82-їпддСША
82-га пдд (США), яка була висаджена між річками Маас і Ваал, мала головні сили в районі Грусбека і один полк у районі Граве із завданням оволодіти мостами в районі Неймегена і біля Граве, а також мостами через канал Маас — Ваал, для забезпечення зв'язку і взаємодії з військами, що діяли в районі Граве. Оцінивши значення висот і лісів у районі між Неймегеном і Грусбеком, а також Маасом, перехоплюючи основні шляхи ймовірного підходу німецьких резервів, командир 82-ї дивізії вирішив головні сили десантувати в районі Грусбекських висот (Groesbeek Heights), а один полк — у районі мосту біля Граве, що забезпечувало десанту захоплення і зачищення від противника важливого району і згодом захоплення мосту Неймеген.
Підрозділи 82-ї повітряно-десантної дивізії генерала Гейвіна, приземлившись, одразу захопили міст над річкою Маас біля міста Грейв та успішно оволоділи одним із життєво важливих мостів-дамб над каналом Маас-Ваал. Але ж головним завданням дивізії ставилося — оволодіння та утримування до підходу головних сил союзників висот на сході від міста Неймеген, з метою недопущення підходу резервів німців до району ведення бойових дій.

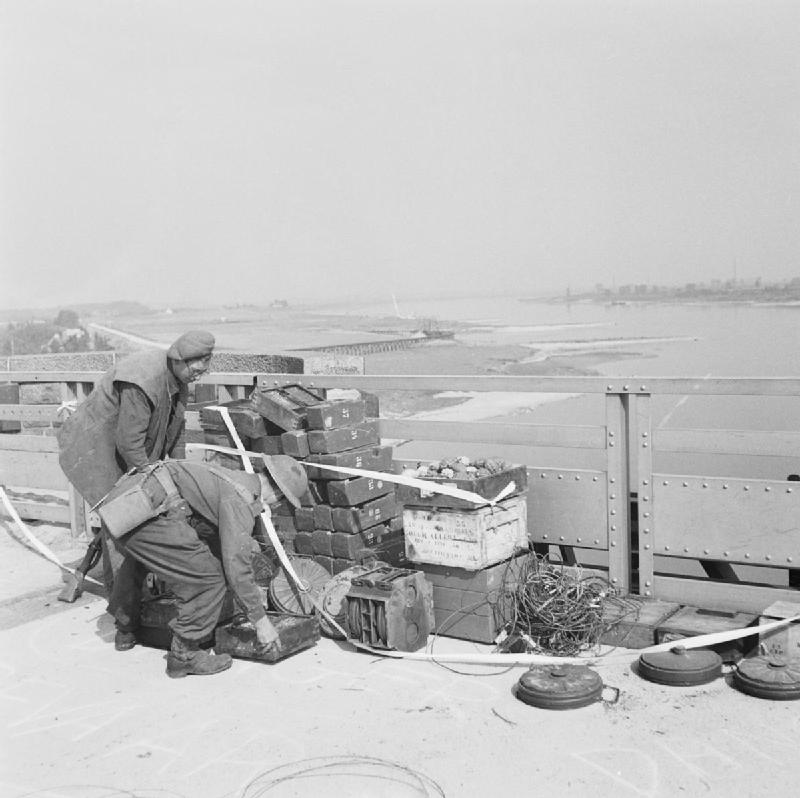
Розмінування британськими солдатами Неймегенського мосту

508-й парашутний полк через відсутність чіткої взаємодії не зміг захопити 540-метровий міст біля Неймегену. Якби вони почали атаку відразу, полк мав би справу з дюжиною солдатів противника, однак, коли ввечері американці почали штурм, там уже був 9-й розвідувальний батальйон СС. Міст так і залишився в руках німців.
Врешті-решт, це відіграло ключову роль. Якщо мости над іншими водними перешкодами XXX-й британський корпус міг долати за допомогою своїх інженерних сил та засобів, то залишення в руках противника мостів біля Неймегена й Арнема на головних рукавах Рейну загрожувало провалом просування вперед головних сил союзників та й усієї операції «Маркет Гарден».

#### Зона висадження 1-їпддВеликої Британії
Головні сили 1-ї дивізії Великої Британії десантувалися практично без втрат, за винятком загублених в ході перельоту. Однак, через необмірковане планування, проблеми почали виникати практично негайно. Згідно з планом, десантування здійснювали в два підйоми, тому більшість сил мала утримувати та забезпечувати майданчики приземлення у районі десантування для решти десанту, які десантувалися лише наступного дня. Лише половина сил могла бути задіяна для захоплення визначених об'єктів.
Англійські десантники висаджувалися на так званій «північній трасі», за Рейном, далі за всіх у тилу німців. Безпосереднє їхнє прикриття забезпечували 371 винищувач «Темпест», «Спітфайр» і «Москіто». 212 винищувачів-бомбардувальників 9-ї повітряної армії ВПС Великої Британії на всьому протязі висадження здійснювали «профілактичні» атаки німецьких зенітних батарей. Над морем безперервно патрулювали «Сандерленд», човни, що літають, із завданням пошуку і порятунку екіпажів збитих літаків. Німецька ППО Нідерландів була практично паралізована. Опір чинила тільки зенітна артилерія. Напад п'ятнадцяти FW190 над Везелем було відбито «Мустангами» 8-ї повітряної армії з великими втратами для німців.

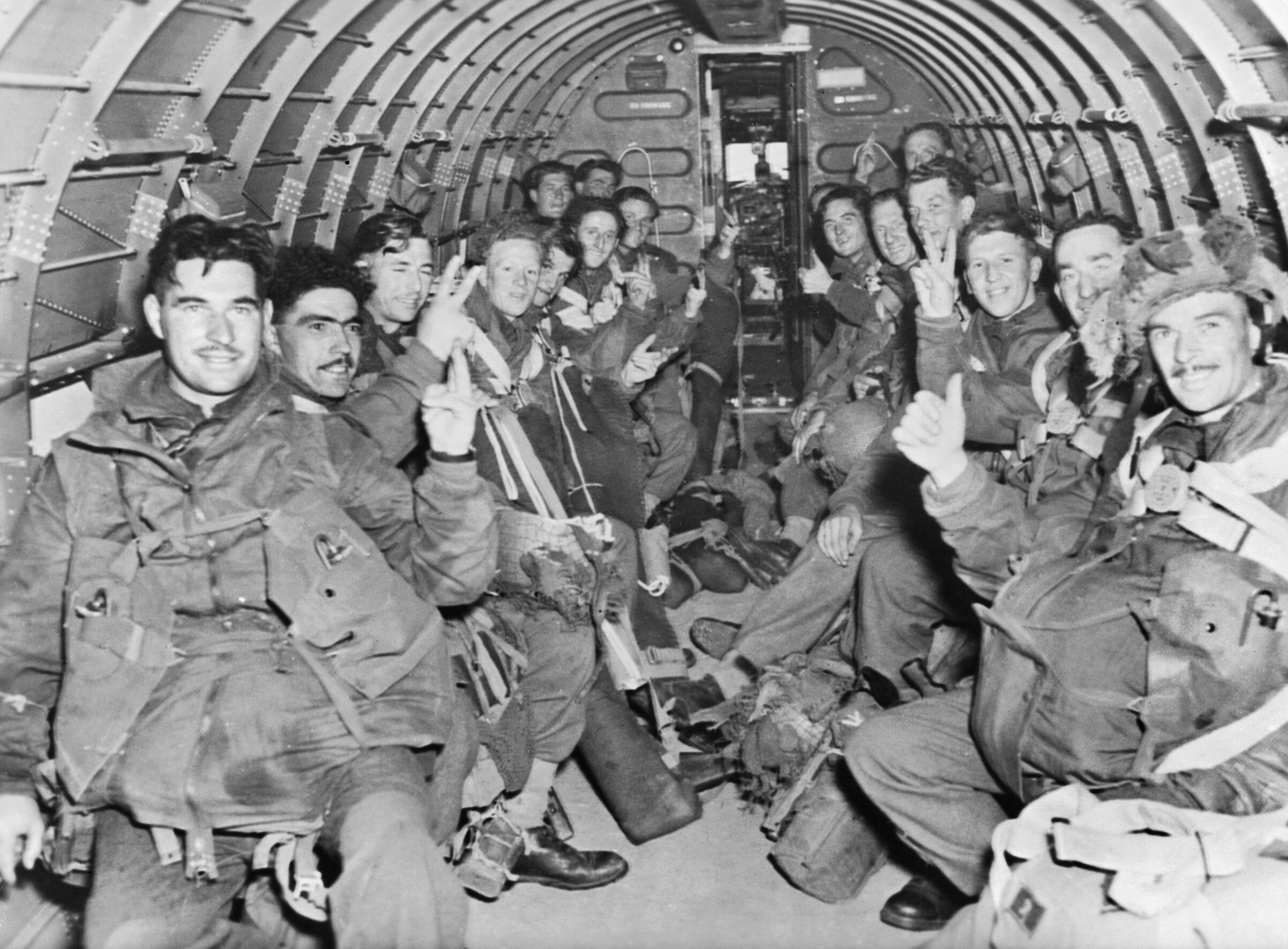
Британські парашутисти на борту літака C-47 «Skytrain» перед десантуванням у Голландії

Розвідувальний батальйон дивізії за планом висадження мав завдання стрімким кидком, використовуючи автомобілі типу джип, захопити найважливіший під час здійснення усієї повітряно-десантної операції міст біля Арнема та утримати його до підходу основних сил дивізії. Велика відстань майданчиків приземлення від об'єкта захоплення, втрата 38-ми планерів із джипами, і зрештою втрата часу дозволили противнику не тільки посилити оборону мосту, але й перекинути 9-й розвідувальний батальйон СС на утримання мосту біля Неймегена. Коли через 5 годин після десантування парашутисти почали атаку мосту, їхній авангард зупинила рішуча протидія солдатів Вермахту.
Велика відстань між об'єктом захоплення і районом десантування (до 13 км), спричинила одну з головних проблем при здійсненні операції в районі Арнему — радіостанції дивізії були спроможні працювати лише в радіусі 8 км. Ба, з різних обставин практично весь радіозв'язок вийшов з ладу. Спроби його відновити успіху не мали. Зв'язок було втрачено навіть з літаками авіації підтримки. Як наслідок, організацію бойових дій та взаємодії в дивізії було порушено, тим часом німецькі війська діяли скоординовано та впевнено.
Союзне командування допускало можливість втрати 25-30 % залучених до висадження транспортних літаків та планерів, проте 17 вересня було збито лише 2,8 %, з них — жодної британської машини. Союзна авіація провела цього дня 4676 вильотів, із загального числа піднятих у повітря літаків було втрачено 75, ще 291 пошкоджено.

#### XXX армійський корпус
Генерал Браян Хоррокс (командир XXX корпусу Великої Британії) рішуче відмовлявся починати наступ своїх військ, доки він не отримає підтвердження про успішне десантування повітряно-десантних частин у визначеному районі, посилаючись на попередній досвід, коли операції з висадження повітряного десанту в останню хвилину було скасовано. Тому XXX-й корпус не починав атаки до 14:35.

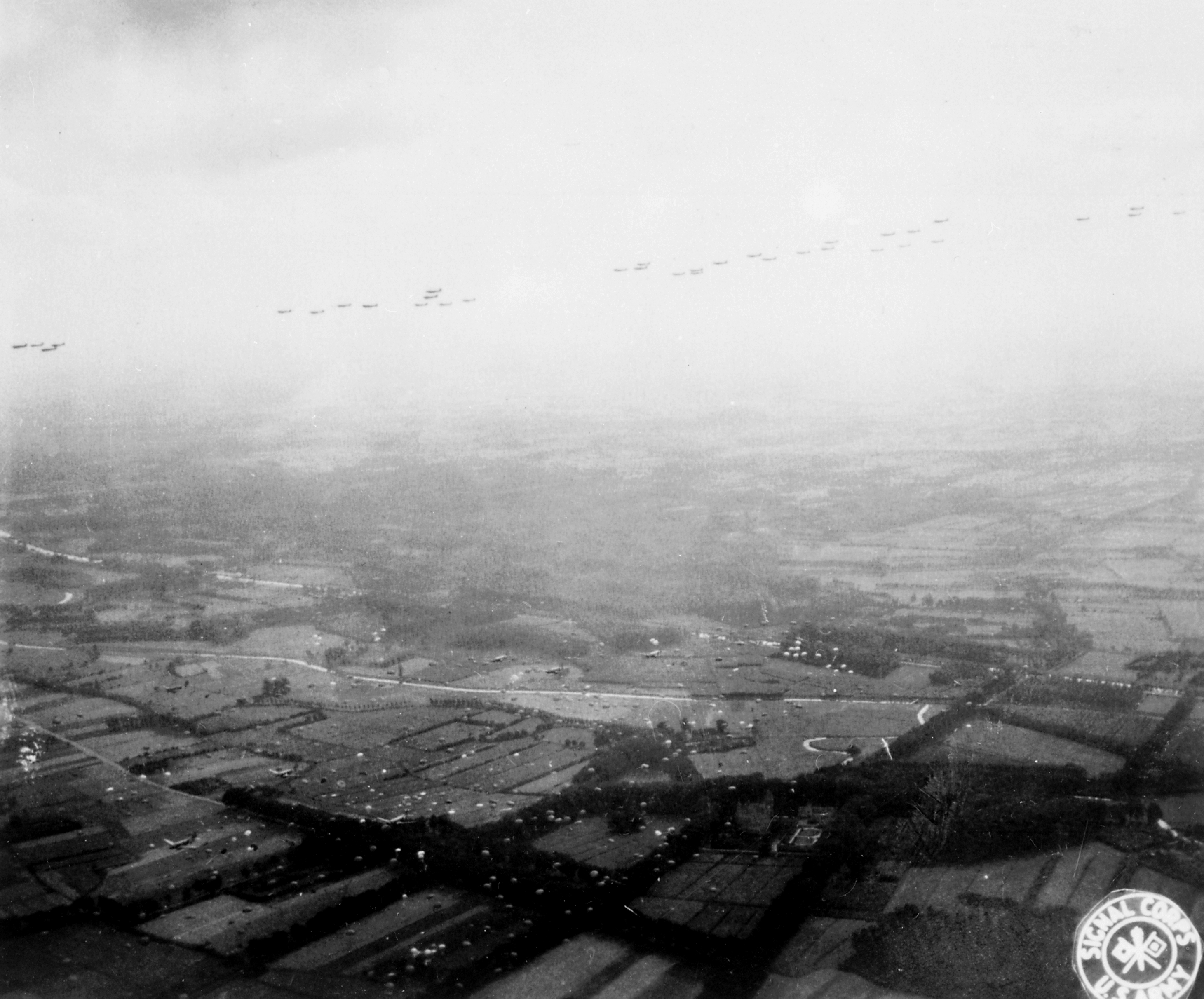
Десантування в ході операції «Маркет Гарден». Вересень 1944

О 14.35 чотириста важких гармат почали обстріл позицій противника, а через півгодини колона, що налічувала в своєму складі 20 тисяч транспортних засобів, вирушила на північний схід. Марш очолювали бронетанкові підрозділи Ірландської гвардії, з повітря німецькі вогневі точки і підрозділи, що прямували до фронту, атакувало понад 200 «Тайфунів».
Хоррокс не чекав серйозного опору з боку німців. На практиці все обернулося по-іншому. З початком наступу британські війська негайно зіткнулися з опором піхоти та протитанкових підрозділів Вермахту на 69-му шосе. Рух головних сил було затримано на кілька годин. Знищення одного танка, що йшов попереду, спричиняло утворення корку і зупинку всієї колони. На очищення дороги і продовження маршу щоразу йшло багато часу і сил, так що 17 вересня англійці пройшли всього 6-8 кілометрів, а до південної околиці Ейндговена авангард корпусу підійшов тільки наступного дня. Уповільнення темпів просування сухопутних сил поставило десантників під удар.
О 17-й годині почало смеркатися, колона військ була ще за 15 кілометрів від зони висадження 101-ї дивізії та відставала від запланованого графіку дій. Війська припинили рух.
Незабаром штабом Ейзенхауера було отримано перше сумісне повідомлення від командування всіх трьох дивізій, що тріумфально проголошувало: «Висадження відбулося. Ніякого опору».
Британське Бі-Бі-Сі в своєму недільному вечірньому випуску повідомило таке:
"Високопоставлений офіцер королівських ВПС, командувач повітряно-десантними військами, зробив таку оптимістичну звучну заяву: «Ми провели найбільшу повітряно-десантну операцію. Її успіх або невдача означатимуть швидке досягнення перемоги на Заході або довгу зимову кампанію. Тому збройні сили переконані, що повітряно-десантні війська висаджені в необхідному для цього стані, у потрібний час і в потрібному місці».
Але перший день пройшов, головні завдання виконані не були, перевага англо-американського десанту в раптовості була втрачена, і нацисти швидко розпочали активні протидії.

### День другий: понеділок, 18 вересня 1944
З понеділка, 18 вересня, погодні умови в смузі проведення операції, як це і прогнозували синоптики, різко погіршали. Другу хвилю десанту було відкладено на 3 години. Ба, через погодні умови наступні 7 діб підтримка дій десанту з повітря була обмежена.

#### Зона висадження 1-їпддВеликої Британії
1-й і 3-й парашутні батальйони британської повітряно-десантної дивізії продовжували рішуче атакувати противника, намагаючись захопити головний об'єкт — бідолашний Арнемський міст, але наполеглива оборона німців не тільки не дозволила здійснити заплановане, а й завдати значного ураження парашутистам.
Британські парашутисти під час свого кидка до автомобільного моста через Рейн в Арнемі зустріли опір піднятих за тривогою частин міського гарнізону, внаслідок чого тільки одному, 2-му парашутно-десантному батальйону, який здійснив глибокий маневр південною околицею Арнему, вдалося увірватися в місто і опанувати північним кінцем моста. У цьому ключовому пункті було негайно встановлено декілька 57-мм протитанкових гармат, що прострілювали міст і підступи до нього на протилежному березі Рейну. Командував батальйоном ветеран англійських повітряно-десантних військ підполковник Джон Фрост.
До кінця 18 вересня 1-й і 3-й англійські батальйони просунулися до головного мосту на відстань 1,5 км, але з тих, хто штурмував, залишилося 200 парашутистів, лише одна шоста частина особового складу. Більшість офіцерів і сержантів було вбито або поранено.
Того ж дня розвідувальна рота 9-й танкової дивізії СС, що була відправлена на посилення оборони Неймегенського мосту, повернулася до Арнема та з ходу атакувала десантників із південного напрямку. Проте атаку було відбито і німці вимушені були відступити, зазнавши значних втрат під час бою, в тому числі й вого командира роти гауптштурмфюрера СС Пауля Гребнера.
Друга хвиля десанту висадилася, попри туман, у повному складі (4-та парашутна бригада та дві роти Стаффордширського полку). Великі сили Вермахту, що дислокувалися в районі висадження десанту, змогли швидко організувати досить могутню ППО і другий ешелон британського десанту в районі Арнема було зустрінуто щільним вогнем із землі. Незграбні планери, що йшли на посадку, німці обстрілювали навіть із пістолетів.
Генерал-фельдмаршал Модель негайно почав концентрацію своїх частин у загрозливому районі. Проти військ XXX-го армійського корпусу і американських десантників було кинуто основні сили 1-ї парашутної армії, яка займала позиції на цій ділянці фронту, підсиливши її танками. Основного удару цього дня командування Вермахту завдало по бойових порядках 1-ї англійської пдд, чиї дії загрожували цілісності оборонних позицій на Рейні. Проти неї було спрямовано всі сили II танкового корпусу СС.

#### Зона висадження 82-їпддСША
У смузі ведення бойових дій 82-ї повітряно-десантної дивізії США в районі Неймегена німці продовжували уперто контратакувати парашутистів, намагаючись вибити їх із Грусбекських висот (Groesbeek heights), та з ранку 18 вересня захопили майданчик приземлення призначений для другої хвилі десанту, висадження якого планувалася на 13-ту годину. 508-й парашутно-десантний полк штурмом оволодів цієї зоною висадження до 14 годин, захопив при цьому 16 зенітних установок та 149 полонених. Підкріплення десантувалося із запізненням на кілька годин.

#### Зона висадження 101-їпддСША
101-ша повітряно-десантна дивізія, втративши міст біля Сону, безуспішно намагалася захопити другий міст навколо Бесту. Часткою сил вона продовжувала просування на південь і врешті-решт вийшла на північну околицю Ейндговена, де пополудні зустрілася з розвідувальними підрозділами XXX-го корпусу. Командування дивізії доповіло про ситуацію, що склалася, та ухвалило рішення про відновлення мосту біля Бейля, що був зруйнований. Частини XXX-го корпусу пройшли через Ейндговен, та розташувалися на півдні від Сону.
За дві доби з моменту початку операції головні сили просунулися лише до першого водного рубежу, головні інженерні споруди у Неймегені та Арнемі залишалися в руках солдатів Вермахту.

### День третій: вівторок, 19 вересня 1944

#### Арнем (зона висадження 1-їпддВеликої Британії)
Повітряна підтримка і перекидання боєприпасів і підкріплень — 1-ї окремої польської парашутної бригади — через нельотну погоду наразі не були можливими.
З самого ранку 1-ша парашутна бригада англійців почала рішучі атаки з метою захоплення мосту над Ніжним Рейном. Попри увесь натиск парашутистів, штурм не вдався. Втративши більшу частину, тих, хто наступав, залишки з чотирьох батальйонів (загалом лише 500 десантників) 1-ї повітряно-десантної дивізії Великої Британії відійшли в західному напрямку на з'єднання з головними силами десанту в районі Остербюк.
2-й батальйон 1-ї бригади підполковника Фроста з іншими підрозділами кількістю приблизно 600 чоловік стійко продовжував утримувати північні підходи до мосту. Німецькі війська усвідомили, що не можуть вибити десант із займаних рубежів шляхом постійних атак, почали систематичний артилерійський і мінометний обстріл англійських позицій, намагаючись таким чином знищити противника. Попри великі втрати і постійний вогонь, парашутисти продовжували стійко захищати свої позиції.

#### Остербюк (зона висадження 1-їпддВеликої Британії)
На північ від Остербюка 4-та парашутна бригада цієї дивізії почала спробу прорватися крізь бойові порядки німців, але впертий опір німців та проблеми із зв'язком спричинили провал цієї спроби.
Таким чином, 1-ша повітряно-десантна дивізія Великої Британії до четвертого дня боїв мала дуже складну диспозицію. Частини, втративши усі здатності для проведення наступальних дій, перейшли до оборони займаних позицій. Командування дивізії, усвідомивши неможливість прорватися до підрозділів 2-го батальйону Фроста, що утримували підходи до Арнемського мосту на півночі, та виконати бойове завдання, сконцентрувалося на спробі об'єднати решту своїх військ та протриматися до підходу головних сил XXX корпусу.
Парашутисти 1-ї польської окремої парашутної бригади через погодні умови (туман), як і раніше, залишалися в вихідному районі для десантування на аеродромах в Англії.

#### Неймеген (зона висадження 82-їпддСША)
Близько 08.20 504-й парашутно-десантний полк з'єднався з головними силами XXX корпусу біля Грейва. До середини дня 19 вересня частини корпусу вийшли до південної околиці Неймегену. Але, згідно з планом операції, вони мали вже бути в районі Арнема. Спільні спроби захопити міст не мали успіху. Бої тривали до півночі середи. XXX корпус продовжував тупотіти на місці.

#### Ейндговен (зона висадження 101-їпддСША)
Частини 101-ї повітряно-десантної дивізії США за підтримки британських танків вели з перемінним успіхом затяжні бої за утримання мосту Бейли. Врешті-решт міст було захоплено і утримано англо-американцями.

### День четвертий: середа, 20 вересня 1944

#### Міст в Арнемі (зона висадження 1-їпддВеликої Британії)
2-й батальйон британців продовжував стійко утримувати свій край Арнемського мосту, попри непоправні втрати, та підтримуючи зв'язок із командуванням 1-ї дивізії через місцеву телефонну лінію. Після полудня британці, оцінивши реалії обстановки, з'ясували, що підхід підкріплення неможливий — головні сили корпусу зупинено на південних околицях Неймегена; сил для утримання мосту практично не залишалося, кількість поранених була дуже великою, боєприпаси, вода, медичні препарати майже закінчилися, — вдалися до переговорів із противником. Укладене двогодинне перемир'я дозволило передати поранених, у тому числі командира батальйону підполковника Джона Фроста, на лікування німцям.
Війська Вермахту продовжували зачищення місцевості, ліквідуючи всі осередки опору навколо північного краю мосту, після чого почали перегрупування резервів на допомогу військам, що вели бойові дії біля Неймегена. Англійці продовжували нестямно стинатися з переважаючими силами противника, проте до ранку четверга весь опір було придушено; залишки десантників було захоплено в полон. Останнє радіоповідомлення перехопили нацистські радисти: «…боєприпаси закінчилися; Боже, бережи Короля!»
Пізніші розрахунки довели, що замість цілісної повітряно-десантної дивізії кількістю 10 000 військових, які повинні були утримувати міст лише дві доби, фактично бойові дії із захоплення і утримання об'єкта вело 740 чоловік, протягом вдвічі довшого часу із значно переважаючими, ніж сподівалося, силами німецьких військ. Втрати англійців вбитими тільки при обороні мосту становили 81 чоловік. Генерал Джеймс М. Гейвін, командир 82-ї американської повітряно-десантної дивізії назвав це протистояння одного парашутного батальйону: «найбільш славнозвісною обороною одного парашутного батальйону часів війни».

#### Остербюк

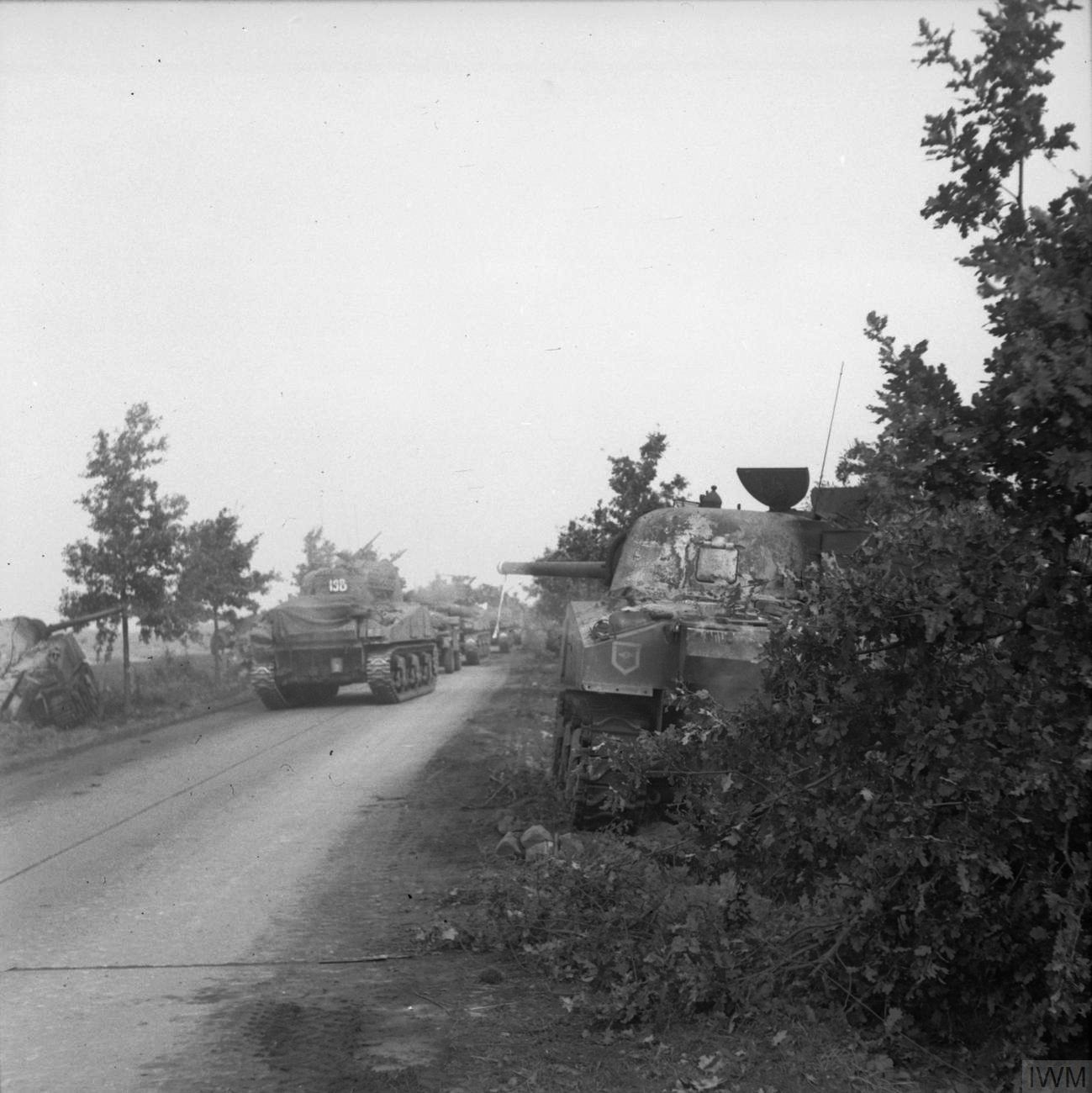
Танки бронетанкової дивізії Ірландської Гвардії на 69-му шосе, 1944

На західній околиці Арнему, у районі селища Остербюк залишки 1-ї британської повітряно-десантної дивізії збиралися для останнього бою. Німці намагалися рішучими атаками відрізати десантників від Рейну і таким чином ліквідувати останню можливість британців вийти з оточення. З усіх напрямків німці вели нескінченні атаки, які підтримували артилерією і танками. Часто бої переходили в рукопашні сутички, де парашутисти застосовували лише багнети.

#### Неймеген (зона висадження 82-їпддСША)
Човни, що були замовлені 82-ю дивізією для здійснення обхідного маневру за добу до того, були поставлені лише близько полудня. Попри денні умови, близько 15.00 десантники 3-го батальйону 504-го парашутно-десантного полку розпочали форсування на 28 парусних штурмових човнах з метою штурму добре обладнаних фортифікаційних споруд на протилежному березі, який утримував противник. Підрозділи не мали досвіду використання незнайомих англійських човнів, відсутність належної кількості весел призвела до того, що парашутисти використовували приклади гвинтівок, щоби прискорити подолання водної перешкоди. Німецькі війська вели щільний вогонь по десанту, який намагався захопити протилежний берег. Лише 50 % особового складу батальйону подолало річку, і з ходу навальною атакою захопили північний край мосту, чим відразу скористалися частини XXX армійського корпусу у взаємодії з парашутистами 505-го парашутно-десантного полку. Після чотирьох діб безперервних боїв і численних втрат міст було врешті-решт захоплено. Пізніше ця подія отримала назву «малої Омахи», у порівнянні з висадженням десанту в Нормандії.
На сході від цього мосту війська Вермахту й американські десантники 504-го полку парашутистів досягли перемінного успіху в сутичці за оволодіння панівними висотами в районі Грусбекських висот (англ. Groesbeek Heights). Німці намагалися будь-що вибити десант із висот та перерізати головну магістраль — 69-те шосе, тим самим блокувати парашутний десант та недопустити подальше просування головних сил XXX-го британського корпусу в напрямку Арнему.
На півдні підрозділи 101-ї дивізії продовжували зачищення району своїх дій від противника.

### День п'ятий: четвер, 21 вересня 1944

#### Остербюк
Близько 3 600 англійських парашутистів з 1-ї повітряно-десантної дивізії, ті, що уціліли під час п'яти діб боїв, тримали міцну оборону в будівлях селища Остербюк та прилеглих лісах, намагаючись утримати займані позиції до підходу головних сил союзників. Німці продовжували наполегливі атаки з усіх напрямків, особливо в південно-західному напрямку, намагаючись знищити оборонні позиції британців навколо порому. Спроба англійців підтримати десант із повітря провалилася.
Зі значним запізненням, завдяки поліпшенню погодних умов, для посилення британської 1-ї повітряно-десантної дивізії, приблизно о 15-й годині було здійснено десантування 1-ї польської парашутної бригади. Бригаду було висаджено на новий майданчик приземлення на протилежному, південному березі Рейну, поблизу населеного пункту Дриель. Через постійну протидію Люфтваффе, а головне через погану організацію десантування, як і раніше, парашутисти були десантовані за 15 км від запланованого місця.
Намагаючись використовувати пором для посилення позицій англійців, вони раптом виявили, що протилежний берег захоплений німцями, а пором зник. Пізніше він був знайдений біля мосту униз за течією в непридатному стані. Зрозумівши, що спроби подолати Нижній Рейн та допомогти десантникам Великої Британії призведуть до значних втрат, поляки відійшли до Дриеля.
Командуванню 1-ї повітряно-десантної дивізії вдалося встановити радіозв'язок з 64-м полком XXX армійського корпусу, який надав значну вогневу підтримку оточеним.

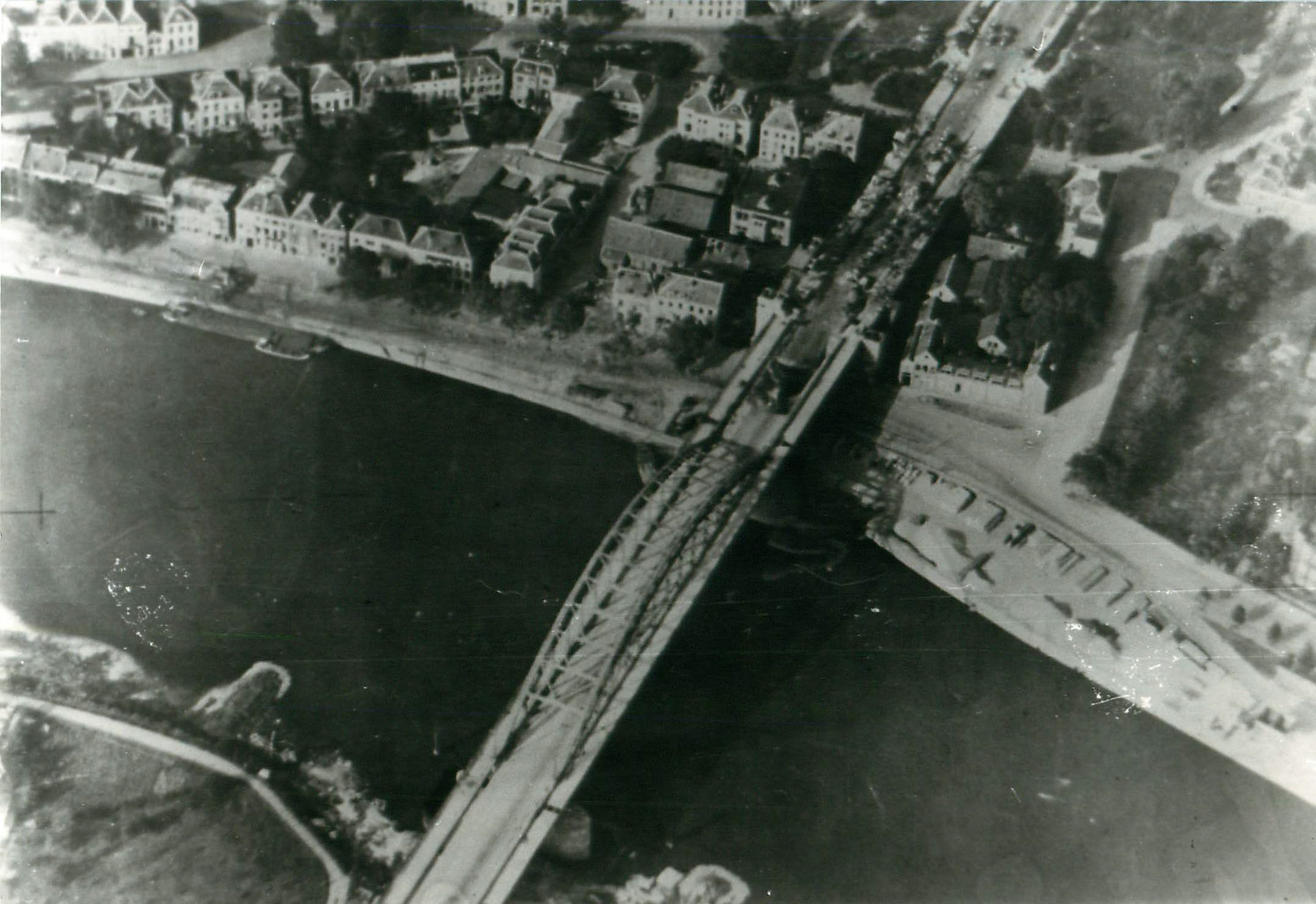
Багатостраждальний Арнемський міст з висоти пташиного польоту. Вересень 1944

#### Неймеген
Попри довгоочікуване захоплення Неймегенського мосту та вивільнення суміжної території, бронетанкова дивізія Ірландської Гвардії навіть не розпочинала просування вперед ще протягом 18 годин. Генерал-лейтенант Браян Хоррокс стверджував, що його частинам та підрозділам потрібен час, для того щоб підготуватися до наступу. Це рішення викликало дуже багато сумнівів, особливо після війни.

Половина дивізії залишилася у районі бойових дій 82-ї повітряно-десантної з метою посилення десанту та недопущення прориву німців на шосе № 69. Тепер весь подальший успіх проведення операції «Маркет Гарден» залежав від утримання цього стратегічно важливого шляху. Генерал Гейвін писав у своєму щоденнику: 
«Якби командиром головних сил у цей момент був Ріджуей (Matthew Ridgway) (американський генерал-майор, командир XVIII повітряно-десантного корпусу США, колишній командир 82-ї пдд), він би знайшов сили і, попри труднощі, врятував би англійців в Арнемі.»

Історик Макс Гастінгс писав: 
«Це погано відобразилося на Британській армії…»
Несподівана затримка британських бронетанкових сил зіграла на руку німцям та дозволила їм значно посилити свої оборонні позиції на південній околиці Арнема. Подальший наступ британців гальмувався заболоченою місцевістю поруч із шосе, що позбавляло їх можливості будь-якого маневру. Невдовзі танки зупинилися, зіткнувшись із завзятою обороною Вермахту; не маючі ні сил, ні можливості здійснити маневр, вони були вимушені прориватися в бік 1-ї парашутної бригади поляків, біля Дриеля за 30 км від британських парашутистів.
Після успішного захоплення 504-м парашутно-десантним полком мосту над Війчен німці неодноразово намагалися контратаками вибити десант із мосту. Але посилення, яке підійшло від 101-ї дивізії, надало суттєву допомогу і міст було утримано.

### День шостий: п'ятниця, 22 вересня 1944 («Чорна п'ятниця»)
У зоні ведення бойових дій 1-ї британської дивізії німецькі війська, розсерджені безуспішними і коштовними атаками в попередні дні, змінили тактику і з самого ранку п'ятниці почали вести виснажливий артилерійський вогонь, замість даремних атак піхоти. До кінця бойовища ними було зосереджено близько 110 артилерійських систем навколо Остербюка. Атаки здійснювали украй рідко, та й ті лише проти британських позицій, обладнаних у будинках, що стояли окремо. Противник перевершував десантників у співвідношенні 4 до 1.
Польська парашутна бригада, будучи не в змозі форсувати Рейн і пробитися до району бойових дій британців, усе ж завдавала противнику безліч проблем. Німці, остерігаючись можливого захоплення поляками Арнемського мосту і, що ще небезпечніше, імовірного подальшого блокування єдиної дороги, яка веде на південь до частин 10-ї танкової дивізії СС, яка вела стримуючі бої проти бронетанкової дивізії Ірландської Гвардії Великої Британії, примусила їх вивести 2400 солдатів від Остербюка до Дриеля. Підрозділи, в швидкому темпі подолавши міст, вступили в сутичку з польськими парашутистами і продовжували сковувати їх упродовж усього дня.

#### З'єднання польської бригади і частин XXX-го корпусу
До вечора цього дня підрозділи 43-ї бронетанкової дивізії прорвалися таки до позицій парашутистів 1-ї польської бригади в районі Дриеля. Британські й польські інженери робили самовіддані спроби обладнати протягом дня імпровізовану переправу через Рейн під постійним вогневим впливом противника. Всі спроби здійснити форсування не увінчалися успіхом.
69-те шосе, або «пекельний хайвей», міцно утримували війська союзників, але німці протягом дня робили активні контратаки в спробі збити англо-американців із захопленої дороги. Врешті-решт їм вдалося перерізати ділянку шосе між Вегхелем і Грейвом, і тим самим позбавити союзників можливості просування вперед.

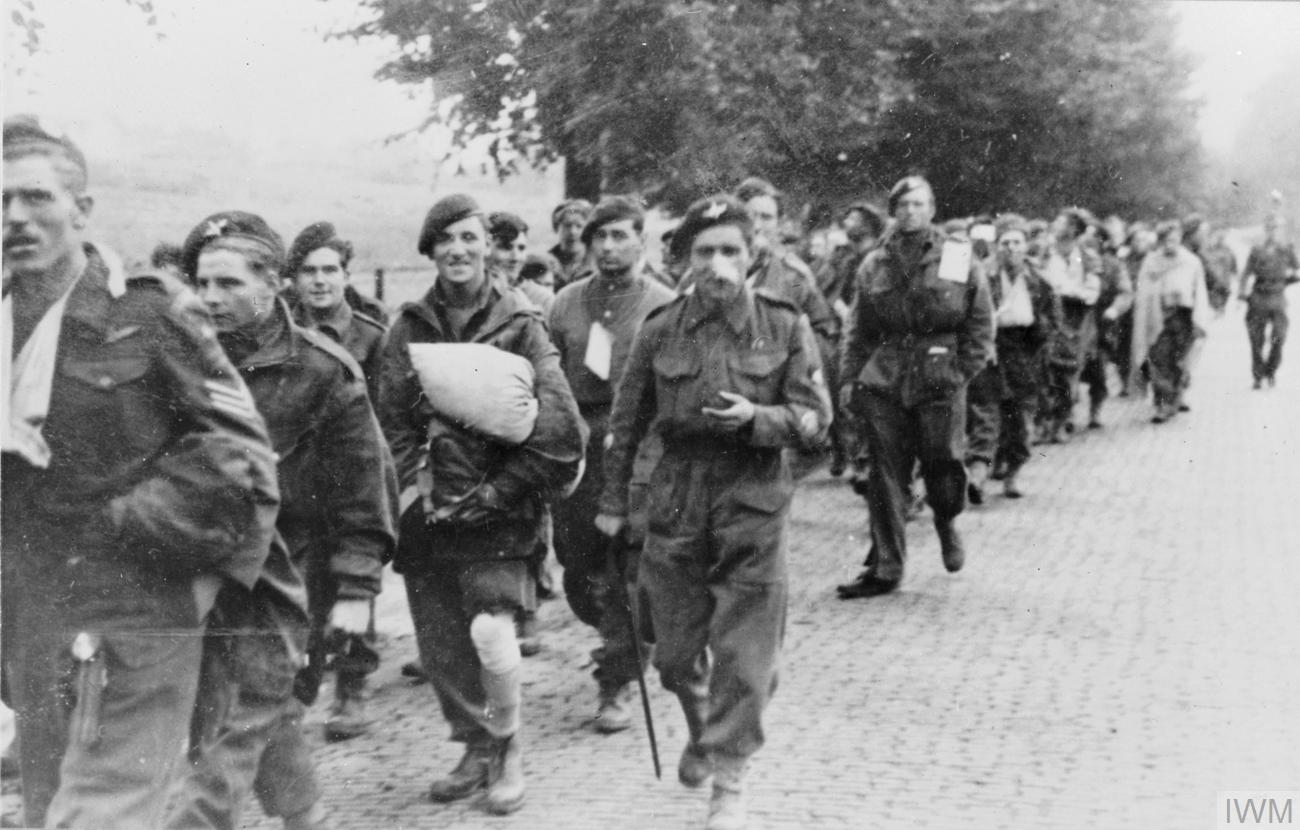
Британські військовополонені 1-ї пдд під Арнемом

### День сьомий: субота, 23 вересня 1944
Після того, як командування Вермахту усвідомило задум польсько-британського угрупування в районі Дриеля, німці протягом дня зробили активні спроби відрізати оточені частини 1-ї повітряно-десантної дивізії Великої Британії від Рейну і тим самим остаточно замкнути кільце навколо десантників. Одночасно вони стали атакувати поляків, в надії позбавити їх маневреності та можливості прорватися на посилення англійців. На обох ділянках сторони не добилися успіху і зазнавши значних втрат — відійшли у вихідне положення.
На відстані 19 км на південь від Арнему німці організували ще ряд атак, з метою зміцнитися на ділянці захопленого шосе, але здійснена силами XXX-го корпусу контратака дозволила не тільки відбити їхні спроби, але і звільнити захоплену напередодні ділянку важливої дороги. Попри всі свої спроби, корпус все ще продовжував стояти буквально за декілька кілометрів від такої бажаної кінцевої мети — Арнемського мосту.

### День восьмий: неділя, 24 вересня 1944
Наступна нічна спроба німців захопити ділянку 69-го шосе на півдні від Вегхеля та зміцнитися тут увінчалася повним успіхом. Не знаючи масштабів даної загрози, командування XXX-го армійського корпусу припинило всі подальші спроби прорватися на північ до мосту і відклало наступ до повної ліквідації підрозділів противника на небезпечних ділянках у своїй тиловій зоні.
Останню спробу здійснити посилення 1-ї повітряно-десантної дивізії було зроблено в ніч на неділю силами 4-го батальйону Дорсетширського полку. Внаслідок помилки в орієнтуванні підрозділи висадилися практично прямо в руки німців. Із 315 чоловік батальйону, що почали форсування, тільки 75 змогли пробитися до Остербюка, до своїх, решту або знищили ще в ході форсування або захопили в полон. Провал цього задуму остаточно примусив англо-американців ухвалити рішення виводити 1-шу дивізію з правого берега і відмовитися від подальших спроб захопити Арнемський міст.

### День дев'ятий, останній: понеділок, 25 вересня 1944
Удосвіта понеділка, після тижня кровопролитних і нескінченних боїв британські парашутисти отримали наказ почати відхід за Рейн.
До настання темряви десантники не могли починати відхід, ведучи запеклі бої. Підозрюючи підготування відступу, німці сформували з підрозділів СС 2 бойові тактичні групи з метою блокування можливих шляхів і недопущення відходу парашутистів через Рейн.
Проте постійна артилерійська підтримка з протилежного берегу надала британцям змогу утримати займані позиції. О 22.00 понеділка, ввівши противника в оману щодо часу і місця форсування, і створивши хибне враження про займані ними попередні позиції, 1-ша повітряно-десантна дивізія Великої Британії почала відхід. Британські та канадські інженерні підрозділи забезпечували переправлення десанту під прикриттям 3-го польського парашутного батальйону. До ранку було переправлено 2398 військовослужбовців, ще близько 300 залишалося, коли противник удосвіта виявив відступ. Німці відкрили щільний вогонь, переправу було зірвано.
З 10 600 чоловік 1-ї британської повітряно-десантної дивізії з підрозділами посилення, 1485 було вбито, а 6 414, з яких більше третини було поранено, узято в полон. Елітну повітряно-десантну дивізію майже повністю було знищено.
Південніше щойноприбула 50-та Нортембріанська дивізія з ходу атакувала німців, що захопили ділянку шосе, і звільнила цю дорогу.

## Підсумки

### Хід подальших дій
До листопаду 1944 року десантники 1-ї Повітряно-десантної армії за підтримкою XXX корпусу продовжували утримувати Неймегенський виступ, що утворився в результаті проведення операції, поки не перейшли в підпорядкування Першій канадській армії. Тут вони залишалися до лютого 1945 року, до початку Рейнської повітряно-десантної операції, або Операції Veritable («Справжній»).
Втрати
| Втрати     | Загиблі в бою | Поранені в бою | Полонені | Загалом       | Загалом за операцію |
| ---------- | ------------- | -------------- | -------- | ------------- | ------------------- |
| Німці      | близько 2 000 | близько 6 000  |          | близько 8 000 | близько 8 000       |
| Британці   | 6 484         |                | 6,946    | 13,430        | 14,360              |
| Американці | 558           |                |          | 558           | 14,360              |
| Поляки     | 96            | 276            |          | 372           | 14,360              |

Крім втрат серед військовослужбовців обох сторін, велика кількість голландців було вбито, в тому числі ті, що брали участь у боях партизан руху Опору, і прості мирні жителі.

### Наслідки
В результаті проведення операції «Маркет Гарден» елітні повітряно-десантні з'єднання понесли дуже серйозні втрати. Після завершення самої операції десантники залишилися для утримання захопленого району, що не відповідало ніяким вимогам застосування цього роду військ. Десантники за своєю штатною структурою не мали ні відповідної техніки, ні озброєння. Фронт оборони, утримуваний ними на північно-західному напрямку, було подовжено більш ніж удвічі. Розтягнутий фронт, відсутність свіжих частин, здійснення серії нових наступальних операцій на захід від Неймегенського виступу стали результатом успішно здійсненої німцями в грудні 1944 року контрнаступальної операції в Арденнах, яка майже поставила під загрозу розгрому увесь Західний фронт.

### Дебати навколо стратегії й тактики здійснення операції
Операція «Маркет Гарден» стала предметом довгих суперечок і обговорень. І стратегію, і тактику проведення повітряно-десантної операції в Голландії розглянули на найвищому рівні Верховного Командування союзників у Європі. Післявоєнні дослідження й аналізи ретельно вивчали увесь хід бойових дій. Військові історики в своїх роботах неодноразово підкреслювали, що крах операції «Маркет Гарден» став причиною провалу всієї подальшої кампанії на північно-західному напрямку Західного фронту в 1944 році.
Серед всіх аналітичних розробок особливо виділявся головний аспект успішного здійснення операції — це умова, що всі мости на всіх водних перешкодах будуть захоплені десантом практично одночасно. Найменша випадковість або запізнення призводили до підриву противником мостів і відповідно до зриву стрімкого наступу на Арнем. Вибір одного єдиного шосе для наступу XXX армійського корпусу, із прилеглою місцевістю, що не дозволяла ані найменшої можливості для маневру силами і засобами, також послужив причиною краху операції.
Головним завданням для всіх десантів було захоплення мостів. У ретроспективі стало дивовижним, що при здійсненні планування операції безпосередньо захопленню таких важливих об'єктів присвятили так мало уваги. Там, де десантування здійснювали поблизу мостів (Вегхель і Грейв), вони були захоплені практично з ходу і з малими втратами. Рішення здійснити висадження 82-ї пдд на відстані в декілька кілометрів від Неймегенського мосту і зосередити основні зусилля на захопленні Гросбекських висот викликало багато нарікань. В результаті десант втратив ефект раптовості й міст було захоплено щойно після тривалих боїв і чисельних втрат. І хоча генерал Бреретон наказував захопити всі мости уздовж шосе з якомога більшою швидкістю, і Браунінг (командир десанту в ході операції), і Гейвін (командир 82-й повітряно-десантної дивізії США) воліли спочатку захопити довколишні висоти, щоб забезпечити міцні оборонні можливості для своїх дивізій; так вони втратили найдорожче — час.
Спочатку генерал Гейвін готовий був здійснювати план із безпосереднього висадження десанту на мости, що могло спричинити більшу кількість жертв, але гарантувало успіх. Але надалі, переживаючи за становище своєї дивізії, яка перебувала буквально в центрі здійснення операції, і він, і Браунінг воліли спочатку закріпитися на захоплених рубежах, і потім «зайнятися» мостами. У результаті противник виграв життєво важливий для них чинник — час, і в поєднанні з провалом задуму із захоплення моста британцями в Арнемі, він зміг здійснити перекидання резервів на посилення південних мостів.
Дії командування XXX-го корпусу викликали ще більше питань. По суті, все просування британців — це повна відсутність якого-небудь наступального пориву. Наприклад, вичікування до повної визначеності з висадженням десанту і відповідно затримка на декілька годин, потім невеликі зіткнення з німецькими протитанкістами на шосе в перший же день привели в результаті до повного зриву плану наступу. Корпус прибув до Неймегенському мосту тільки у вівторок, 19 вересня, коли за графіком він мав уже бути на 70 км північніше, в районі Арнема.
Ще незрозумілішими були їхні дії після захоплення Неймегена, коли корпус затримав просування вперед на 18 годин. Як згодом говорив командир 504-го парашутно-десантного полку полковник Рейбен Таккер: «Гвардійці зупинилися попити чаю!» Слова Таккера загалом відображали думку американців про бойові якості XXX армійського корпусу. Ріджуей писав, що був дуже розчарований повною апатією і відсутністю агресивності британських сил.
Особливо XXX армійський корпус сильно критикували за виконання часового графіку операції.
Командира танкової дивізії Ірландської Гвардії полковника Аллана Едейра ще перед висадженням союзників у Нормандії Б.Монтгомері хотів зняти з посади за його командирські якості, але він залишився на місці й керував наступом головної дивізії.
Операція «Маркет Гарден» була дуже ризикованою і характеризувалася дуже високою мірою ризику на всіх рівнях її виконання. Адже, на жаль, наприклад, 1-ша повітряно-десантна дивізія Великої Британії була найменше підготовленою в усіх відношеннях десантною частиною, але отримала найскладніше бойове завдання з усіх.
Головними ж чинниками поразки частин, що висадилися, стали:
1. відсутність достовірних розвідувальних даних про наявність противника в районі висадження;
2. втрата раптовості;
3. розпилювання сил, виділених для операції;
4. відсутність будь-якої ініціативи;
5. повільне просування на допомогу десанту з'єднань сухопутних військ і, як це не парадоксально для 1944 року,
6. слабка авіаційна підтримка.

Загалом англо-американці явно нехтували противником і переоцінили свої можливості. Оптимістичний настрій, що сформувався в штабах західних союзників до початку осені 1944-го, призвів до того, що десантникам поставили завдання не під силу.
У Голландській операції було випробувано спеціально розроблену повітряно-десантну операцію і союзники спробували визначити загальні принципи використання таких оперативних об'єднань і здійснення крупних операцій з їхньою участю. Однак, зважаючи на те, що в руках командувача повітряно-десантної армії було зібрано всі засоби здійснення повітряно-десантної операції (десантні війська, авіація, засоби управління), першу спробу годі вважати вдалою, хоча б тому, що основної мети операції — форсування Рейну — досягнуто не було.
Голландська операція ще раз підтвердила, що для досягнення успіху важливо здійснювати висадження частини десанту якомога ближче до об'єктів атаки. Як показав досвід, командиру повітряного десанту не завжди вигідно одночасно десантувати всі частини в район бойових дій, а іноді необхідно, крім резерву в районі бойових дій, мати резерв у вихідному районі для десантування в готовності для посилення сил повітряного десанту або висадження у тил противника, що контрнаступає.
Крім цього, було зроблено висновок, що при багаторейсовому десантуванні необхідно висаджувати перед його початком не тільки команди наведення літаків, але й спеціальні групи управління військово-транспортною авіацією, які б наводили авіацію під час десантування і викидання вантажів.

### Втрачені можливості
Попри масову мужність і героїзм десантників, операцію переслідували невдачі, водночас щонайменші можливості виправити стан справ чомусь ігнорувалися. Командир одного з десантно-планерних полків просив висадити його частину буквально на південному краю Арнемського мосту, коли британці зрозуміли, що завдання на межі зриву, щоб одночасною атакою з двох напрямків захопити міст, але цим проханням знехтували. Це було дуже дивно у світлі того, що британські парашутисти 6-ї повітряно-десантної дивізії мали практичний досвід при десантуванні в ході Нормандської повітряно-десантної операції із захоплення мостів таким чином.
У Великій Британії командир 52-ї Лоуландської піхотної дивізії благав командування дати добро на висадження його частин поблизу оточених військ Аркарта, але до його пропозиції також не дослухалися.
Генерал Сосабовський з його 1-ю парашутною бригадою був готовий здійснити десантування прямо в умовах туману, але також не отримав дозволу.

### Післявоєнні розбіжності
Стівен Емброуз дав таку оцінку причин і наслідків провалу наступу: 
"На свій захист Ейзенхауер писав через багато років після війни: «Я не тільки схвалив операцію „Маркет-Гарден“, але і наполіг на ній. Нам необхідний був плацдарм за Рейном. Ради цього я міг почекати зі всіма іншими операціями. Ця акція довела, що ідея „одного повнокровного прориву“ до Берліна — нісенітниця». Але серед усіх чинників, що вплинули на рішення Ейзенхауера, — розвинути успіх, форсувати Рейн, ввести в дію добре підготовлених, але мало використовуваних парашутистів, — особливе місце займало бажання задобрити Монтгомері. Ніколи — ні до, ні після — схильність Ейзенхауера до компромісу і бажання ощасливити своїх підлеглих не коштували так дорого".
Фельдмаршал сер Бернард Лоу Монтгомері Ель-Аламейнський (згідно з влучною характеристикою американського генерала Паттона, «маленький втомлений пердун»), наприклад, відзначає погану погоду, що нібито зірвала його грандіозний план виходу до Берліна через Північну Німеччину. До цього часто додають несподівано сильний опір німців, поверхневу розвідку і неякісне керівництво операцією.
Крім цього, Монтгомері загалом характеризував «Маркет-Гарден» як «90 % успіху» і казав:
«Якщо ми розглянемо неупередженим поглядом всю операцію, і її повернули б у вихідне положення, і ми мали б усе необхідне: війська, авіацію і ресурси, битва завершилася б успішно, незважаючи ні на мої помилки, ні на погані погодні умови, ні на присутність у районі Арнему II танкового корпусу СС. Я залишаю операцію „Маркет Гарден“ на суд об'єктивних слідчих. Здається, що кожна перемога союзників — це заслуга лише американців, а кожна поразка — провина британців.»

Наслідний принц Голландії Бернард адресував безпосередньо Корнеліусу Раяну слова: 
«Моя країна ніколи більше не зможе дозволити собі такої другої „перемоги“ Монтгомері.»

## Причини поразки

### Можливий злив інформації совєцькою агентурою
2024 року в поразці операції звинуватили совецького шпигуна у МІ5 Ентоні Бланта, що можливо передав інформацію про операцію нацистам. На той момент поразка операції була вигідною для совєтів, оскільки унеможливила швидке закінчення війни, з переходом усієї території Німеччини під контроль військ західних країн антигітлерівської коаліції та відсуненням ролі Червоної армії в Німеччині на другий план. Цю поразку зазвичай приписували німецькому агенту в нідерландському русі опору Крістіану Ліндемансу. У книзі «Зрадник Арнема», представленій газетою «Таймс», йдеться про ще одного зрадника під псевдо «Жозефіна», яким автор книги вважає Бланта. Таким чином, метою совєцької влади, а отже й Бланта, було не допустити прибуття військ союзників до Берліна раніше від совєтів.

## Виноски
1. ↑  В радянській військовій історіографії — Арне́мська або Голландська повітряно-десантна операція
2. ↑  Заплановані операції «Handsup», десантування на Кіберон, була відмінена після проведення морської операції, а операція «Beneficiary», десантування на Сен-Мало, в провінції Бретань, Франція — тому що оборонні споруди німців були дуже міцні.
3. ↑  Warren, Appendix 2, Tables I, II, and III, pp. 226—227.
4. ↑  Warren, p. 154.
5. ↑  Cornelius Ryan A Bridge Too Far (book). 1974. p. 49
6. ↑  Warren, p. 99.
7. ↑  Lt.Gen.Edward M. Flanagan Jr., USA (Ret) A Combat History of American Airborne Forces. Ballantine Books, New York, 2003 p.246
8. ↑  Lt.Gen.Edward M. Flanagan Jr., USA (Ret) A Combat History of American Airborne Forces. Ballantine Books, New York, 2003 p.248(англ.)
9. 1 2 3 4  Ю. Ненахов. Воздушно-десантные войска во Второй мировой войне «Харвест», Минск, 1998
10. ↑  Lt.Gen.Edward M. Flanagan Jr., USA (Ret) A Combat History of American Airborne Forces. Ballantine Books, New York, 2003 p.259 (англ.)
11. ↑  Роберт Веркайк. Soviet double agent Anthony Blunt may have helped Hitler too // Таймс. — 2024. — Квітень.
12. 1 2  Verkaik, Robert (28 квітня 2024). Soviet double agent Anthony Blunt may have helped Hitler too. The Times (англ.). ISSN 0140-0460. Архів оригіналу за 28 квітня 2024. Процитовано 28 квітня 2024.

## Відео
- YouTube — A Bridge Too Far — Trailer
- YouTube — C-130 Hercules Transport Documentary
- YouTube — Paratroopers 1940—1945 2 of 7
- YouTube — Paratroopers 1940—1945 4 of 7
- YouTube — Paratroopers 1940—1945 5 of 7
- YouTube — Paratroopers 1940—1945 6 of 7